# إرنست همينغوي
إرنست ميلر همينغوي (بالإنجليزية: Ernest Miller Hemingway) (21 يوليو 1899 – 2 يوليو 1961) هو روائي وكاتب قصة قصيرة وصحفي ورياضي أمريكي. كان لأسلوبه البليغ والبسيط، الذي سمّاه نظرية الجبل الجليدي، تأثير قوي على الأدب في القرن العشرين، في حين أن أسلوب حياته المغامر وصورته العامة جلبت إعجاب الأجيال اللاحقة. كتب همينغوي معظم أعماله بين منتصف عشرينيات ومنتصف خمسينيات القرن العشرين، وحصل على جائزة نوبل للآداب في عام 1954. نشر سبع روايات وست مجموعات قصصية وعملين غير خياليين. نُشرت بعد وفاته ثلاث من رواياته وأربع مجموعات قصصية وثلاثة أعمال غير خيالية. تُعد العديد من أعماله ضمن كلاسيكيات الأدب الأمريكي.
نشأ همينغوي في بلدة أوك بارك في ولاية إلينوي الأمريكية. عمل بعد تخرجه من المدرسة الثانوية، مراسلًا لبضعة أشهر في جريدة «ذا كانساس سيتي ستار» قبل أن يغادر إلى الجبهة الإيطالية مُجندًا بصفة سائق سيارة إسعاف في الحرب العالمية الأولى. في عام 1918، أصيب بجروح خطيرة وبعد أشهر من الاستشفاء في إيطاليا عاد إلى موطنه. شكلت تجاربه في زمن الحرب البنية الأساسية لروايته وداعًا للسلاح التي نُشرت في عام 1929.
في عام 1921، تزوج همينغوي من هادلي ريتشاردسون، وهي الأولى من بين زوجاته الأربع. انتقلا إلى باريس حيث عمل مراسلًا أجنبيًا، حيث وقعا هناك، في عشرينيات القرن العشرين، تحت تأثير الكتاب والفنانين الحداثيين من مجتمع المغتربين أو «الجيل الضائع» حسبما أصطلح عليه لاحقًا. نُشرت روايته الأولى ثم تشرق الشمس في عام 1926. طلق ريتشاردسون في عام 1927، ثم تزوج من بولين فايفر التي انفصل عنها بعد عودته من الحرب الأهلية الإسبانية التي امتدت ما بين 1936 و 1939، حيث تواجد هناك لتغطية مجرياتها، ومثلت أحداثها أساس روايته لمن تقرع الأجراس التي نشرها في عام 1940. أصبحت مارثا غالهورن زوجته الثالثة في عام 1940، حتى انفصل عنها في عام 1945 ليتزوج بالصحفية ماري ولش التي كان قد التقى بها في لندن خلال الحرب العالمية الثانية. كان همينغوي حاضرًا مع قوات الحلفاء بصفتهِ صحفيًا عند بدء عمليات إنزال النورماندي وتحرير باريس.
حافظ همينغوي على منازل دائمة له في كي ويست في ولاية فلوريدا في ثلاثينيات القرن العشرين، وفي كوبا في أربعينيات وخمسينيات ذلك القرن. كاد أن يفتك بهِ الموت في عام 1954 لمرتين في ظرف أيامٍ معدوداتٍ، إثر حادثي تحطم طائرتين كان على متنهما، لينجو منهما بإصابات ظل يعاني من آلامها لبقية حياته وأدت بشكل رئيس إلى اعتلال صحتهِ. في عام 1959، اشترى منزلًا في كيتشوم في ولاية أيداهو، حيث انتحر في منتصف عام 1961.

## النشأة

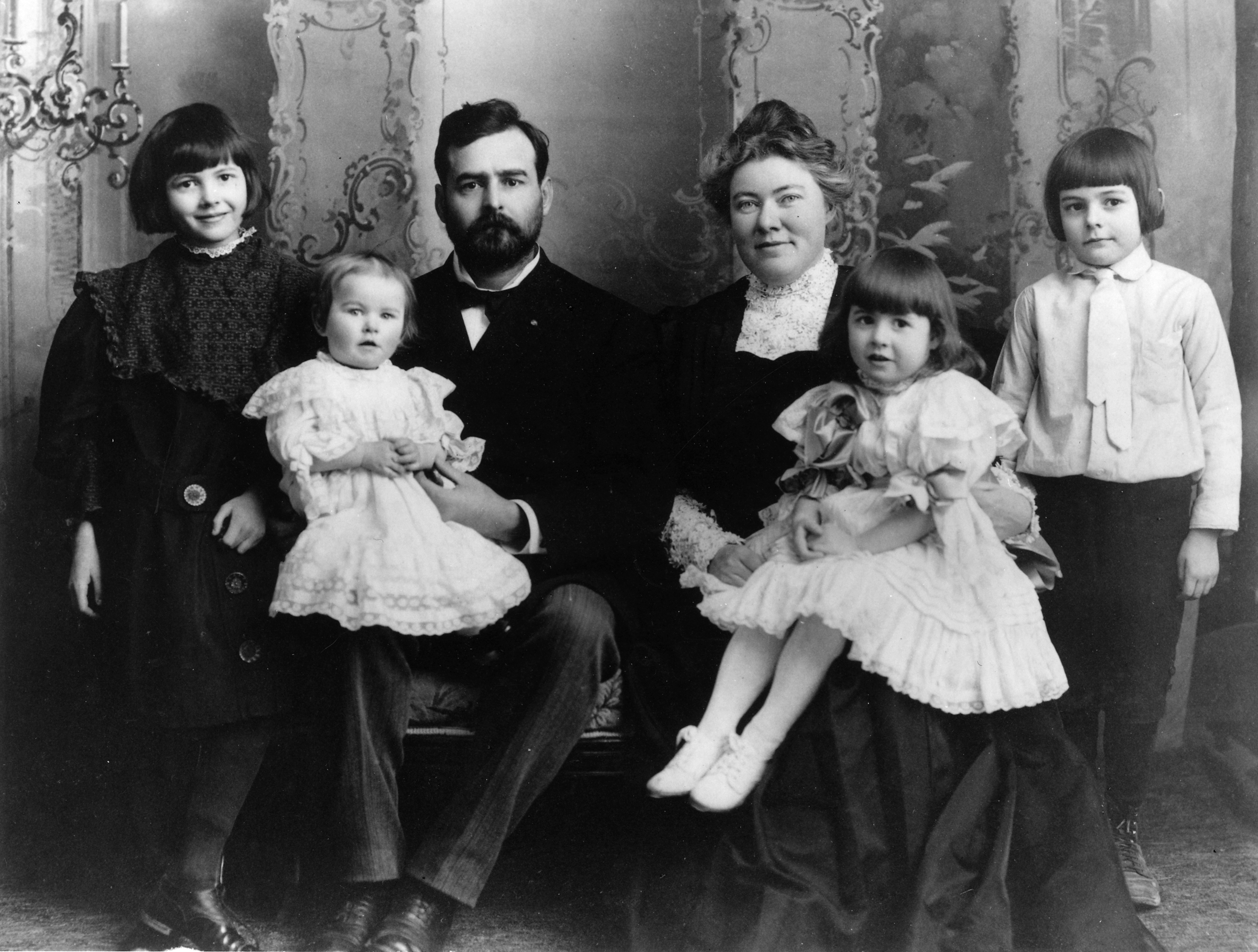
عائلة همينغوي في عام 1905 (من اليسار): مارسيلين، ساني، كلارنس، غريس، أورسولا، وإرنست.

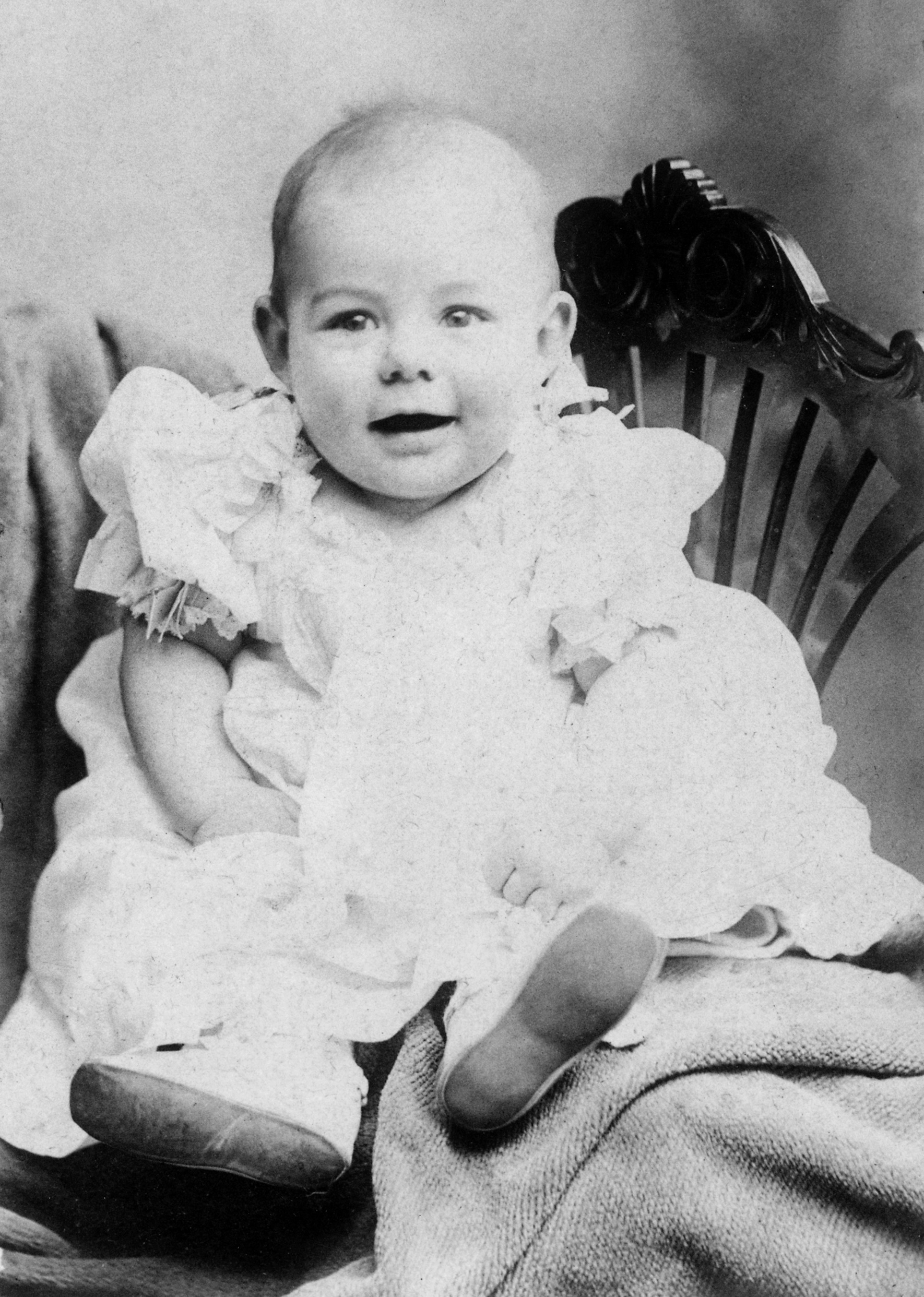
صورة لهمينغوي في طفولته.

وُلد إرنست ميلر همينغوي في 21 يوليو 1899 في ضاحية أوك بارك في مقاطعة كوك شمالي ولاية إلينوي، وهي ضاحية تسكنها الطبقة الثرية من أهالي مدينة شيكاغو. للطبيب كلارنس إدموندز همينغوي، والرسامة والموسيقية غريس هال همينغوي، تنتمي عائلته إلى أسرة بيضاء بروتستانتية أنجلوسكسونية مُحافظة، وقد حظي والداه بتعليم عالٍ وكانا محل تقدير في أوك بارك، التي وُصِفت بأنها آهلة بمجتمع محافظ، وقال عنها فرانك لويد رايت ذات مرة: «هناك الكثير من الكنائس التي يمكن أن يذهب إليها الكثير من الأشخاص الطيبين.» عاش والداه كلارنس وغريس همينغوي حين تزوجا في عام 1896، مع جدِّه لأمه، إرنست ميلر هال، وقد أخذ اسمه من اسم جدّه حين وُلِد ليكون الابن الأوّل للعائلة، والثاني من بين أشقائه الستة، سبقته أخته مارسيلين بعام 1898، ثم تلته كل من أورسولا في عام 1902، ومادلين في عام 1904، وكارول في عام 1911، ثم وُلِد شقيقه الأصغر ليستر في عام 1915. اتبعت غريس العادات الفيكتورية في عدم التمييز بين ملابس الأطفال حسب الجنس. كان إرنست وشقيقته الكبرى مارسلين يشبهان بعضهما البعض إلى حد كبير، وهما اللذان ولدَا متتابعين، وكانت تكبره بعام واحد فقط. أرادتهما غريس أن يظهرا على أنهما توأمان، لذلك في السنوات الثلاث الأولى لإرنست، أبقت شعره طويلًا وألبست كلا الطفلين ملابس بناتية مكشكشة مماثلة.
والدة همينغوي، وهي موسيقية معروفة في القرية، علّمت ابنها العزف على التشيلو، مع أنه كان رافضًا لذلك؛ إلّا إنه اعترف في وقت لاحق من حياته بأن دروس الموسيقى تلك قد ساهمت في صقل أسلوب كتابته، وظهر ذلك جليًا على سبيل المثال في «البُنية المطابقة» لروايته لمن تقرع الأجراس. كشف همينغوي عند بلوغه بأنه كره والدته، أول امرأة في حياته، إذ كانت بشكل من الأشكال بمثابة ربِّ الأسرة، والوالدة المُهيمنة على زوجها، والمسيطرة على العائلة. لم يغفر إرنست لها أبدًا فرض إرادتها على والده، الزوج الذي لم يقف في وجهها مطلقًا. كتب إرنست في منتصف عمره: «كرهتُ جرأتها، وكرهت جرأتي، لقد أجبرتْ والدي على الانتحار.» قال صديقه، الروائي الأمريكي جون دوس باسوس: «همينغوي كان الرجل الوحيد الذي عرفته على الإطلاق في حياتي الذي كان يكره والدته حقًا.» أثرت المرارة التي هيمنت على قلبه بسبب طريقة والدته في تنشأته، على نهج تعامله مع الشخصيات النسائية في رواياته من جهة، وعلى سلوكه في التعامل مع زوجاته الأربع من الجهة الأخرى. هذه المشاعر الكامنة في صدرهِ تجاه والدته استمرت حتى توفيت وحالت دون أن يحضر مراسم جنازتها.
تعتقد «برنيس كيرت»، مؤلفة كتاب «نساء همينغوي»، أن غريس همينغوي امرأة مظلومة. فهي بشكل من الأشكال، كانت امرأة متحررة ومتحررة للغاية بالنسبة لعصرها، حضرت التجمعات المطالبة بحق المرأة في التصويت، واستطاعت تقريبًا أن تكوّن لها مهنة، حيث غنت في دور الأوبرا لفترة وجيزة في نيويورك، ثم قدمت دروسًا موسيقية في منزلها لاحقًا. وقد كانت «امرأة أكثر من اللازم» بالنسبة لابنها. كتبت كيرت: «لكونها امرأة مبدعة جاهدت في إثراء حياة أطفالها، وكذلك تلبية طموحاتها الشخصية، أصبحت في نظر همينغوي الكاتب، زوجة أنانية دمرت زوجها».
كانت عائلة همينغوي في كل صيفٍ تسافر إلى منتجع شخصي على بحيرة والُّون، بالقرب من مدينة بيتوسكي، في ولاية ميشيغان. هناك انضم الشاب إرنست إلى والده وتعلم الصيد البري والبحري والتخييم في الغابات والبحيرات في شمال ميشيغان، وهي تجارب مبكرة غرست لديه شغفًا مدى الحياة للمغامرة في أماكن مكشوفة والعيش في مناطق نائية أو منعزلة.
التحق همينغوي بمدرسة أوك بارك وريفر فورست الثانوية في مسقط رأسه أوك بارك من عام 1913 حتى عام 1917. كان رياضيًا جيدًا، وشارك في عدد من الرياضات، منها الملاكمة، وألعاب القوى، وكرة الماء، وكرة القدم الأمريكية. شارك مؤديًا في أوركسترا المدرسة لمدة عامين مع أخته مارسيلين؛ وحصل على درجات جيدة في فصول اللغة الإنجليزية. حرّر خلال العامين الأخيرين له في مدرسته الثانوية، جريدة المدرسة والكتاب السنوي، وكانا بعنوان «ترابيز وتابولا»، حيث قلّد لغة كُتّاب الرياضة واستخدم الاسم القلمي «رنغ لاردنر جونيور»، إشارة إلى الصحفي رنغ لاردنر من جريدة شيكاغو تريبيون الذي كان يكتب زاويته بعنوان «لاين أو'تايب». كان همينغوي صحفيًا قبل أن يصبح روائيًا، مثله مثل مارك توين وستيفن كرين وثيودور درايزر وسنكلير لويس. بعد أن أنهى دراسته الثانوية، ذهب همينغوي للعمل في جريدة «ذا كانساس سيتي ستار» بوصفهِ صحفيًا شابًا. على الرغم من بقائه هناك لمدة ستة أشهر فقط، فقد اعتمد على دليل أسلوب جريدة ستار أساسًا بنيويًا في كتابته، وهي الإرشادات التي كانت تنص على: «استخدم جملًا قصيرة. استخدم فقرات أولية قصيرة. استخدم لغة إنجليزية قوية. كن إيجابيًا ولا تكن سلبيًا.»

## الحرب العالمية الأولى

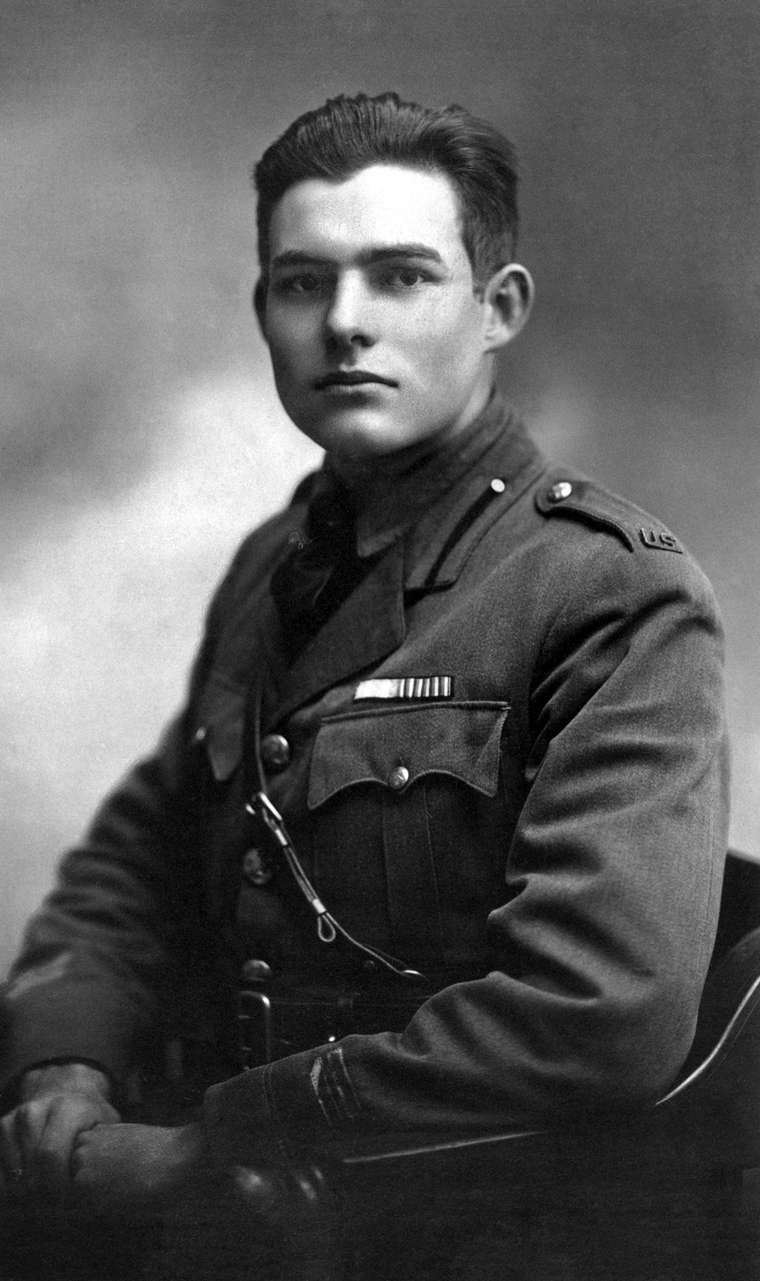
همينغوي حين كان مجندًا في ميلانو في عام 1918. عمل في سيارة إسعاف لمدة شهرين حتى أصيب.

في ديسمبر من عام 1917، استجاب همينغوي لإحدى حملات التجنيد الخاصة بالصليب الأحمر، وإنضم إلى صفوف المنظمة ليكون سائق سيارة إسعاف في إيطاليا، وذلك بعد أن رُفِض طلب انضمامه إلى الجيش الأمريكي بسبب ضعف بصره. في مايو 1918، أبحر من نيويورك، ووصل إلى باريس حيث كانت المدينة تحت قصف المدفعية الألمانية. في يونيو من ذلك العام وصل إلى الجبهة الإيطالية. في يومه الأول في ميلانو، أرسل إلى مكان انفجار مصنع ذخيرة للانضمام إلى رجال الإنقاذ الذين كانوا منهمكين في استخراج الأشلاء الممزقة لعاملات المصنع. وصف إرنست هذه الحادثة في كتابه غير الخيالي موت في الظهيرة الذي صدر في عام 1932: «أتذكر أننا بدأنا بجمع الأشلاء، بعد أن بحثنا بدقة متناهية عن الموتى.» بعد بضعة أيام من تلك الحادثة، انتقل إلى كومونا «فوسالتا دي بيافي» للتمركز فيها، وهي بلدية تقع في الشمال الشرقي من إيطاليا، تحديدًا في مقاطعة فينيسيا في إقليم فينيتو، على بحر البنادقة.
في ليلة 8 يوليو 1918، كان همينغوي منتدبًا في المقصف، وقد سَلَّم ما حُمّل من مَؤونة من الشوكولاتة والسجائر إلى القوات الإيطالية التي كانت تتمركز في الخطوط الأمامية. كانت تلك الليلة ظلماء بلا قمر، سبقها نهار تخلله تبادل متقطع للنيران من الأسلحة الخفيفة، ثم أخذت النيران تضيء السماء مباشرة بعد منتصف الليل بقليل، حيث بدأ الجنود النمساويون بإطلاق قذائف الهاون من خنادقهم، وكانت قاذفتهم من طراز قاذفات الألغام الألمانية. وصف كارلوس بيكر، كاتب سيرة همينغوي، ذلك اللغم بأنه «بحجم خمسة غالونات من الصفيح»، قد يكون «على الأرجح من عيار 420 مم»، وكانت هذه الأسلحة ذات سمعة بغيضة، حيث كانت محملة بشظايا على شكل قضبان معدنية، ونوابض سرير قديمة، ومسامير، وبقايا معدنية متنوعة أخرى. سمع همينغوي والجنود الآخرون صوت اللغم سيئ الصيت أثناء تحليقه في الهواء قبل أن ينفجر على مستوى الأرض.
وصف همينغوي ذلك الانفجار على النحو التالي:
| إرنست همينغوي | ثُمَّ كان هناك وميض، كما هو الحال عند فتح باب الفرن، ودَويٌ بدأ باللون الأبيض ثم تحوّل إلى اللون الأحمر. حاولت أن أتنفس، لكن لم أستطع التقاط أنفاسي... كانت الأرض مُثقّبة، وأمام رأسي قطع ممزقة من الخشب. سمعت أحدهم يبكي حينما كنت شبه غائب عن الوعي... حاولت التحرك لكني لم أستطع ذلك. سمعت صوت طلقات رشاشات وبنادق عبر النهر. | إرنست همينغوي |

امتلأت أحذية همينغوي بالدماء نتيجة إصابته، لكنه أمسك بالرجل الذي كان يصرخ بجانبه وحمله ياردات عدة قبل أن تصطدم رؤوس المدفع الرشاش بركبته اليمنى. على الرغم من جروحه البالغة، حمل همينغوي ذلك الجندي لمسافة إجمالية بلغت نحو 150 يارد (140 م)، وهي مسافة تساوي تقريبًا طول ملعب كرة قدم أمريكية مرة ونصف المرة. كرّم نتيجة لذلك بوسام «صليب الاستحقاق الحربي الإيطالي». سرعان ما نقله حاملو النقالة إلى مركز إسعاف حيث استلقى على الأرض لمدة ساعتين وهو يُصلّي ويشاهد القذائف المضيئة تتطاير في السماء. فكّر همينغوي في تلك اللحظات أن يطلق النار على نفسه بمسدسه. ما لبث أن نُقِل قبل أن يُدني الفجر إلى محطة ميدانية أخرى حيث تلقى جرعات من مُسكّن المورفين ومضاد للكزاز، ثم مُسِح قبل قس شق طريقه ذهابًا وإيابًا بين الجنود الجرحى. أزال الجراحون الميدانيون ثمانية وعشرين شظية من ساقيه، ثم ضُمّد ونُقِل إلى مستشفى ميداني حيث أمضى خمسة أيام. في 15 يوليو 1918، وُضِع همينغوي في قطار متجه إلى ميلانو ليقله إلى مستشفى الصليب الأحمر هناك للتعافي، والذي وصل إليه في النهاية في 17 يوليو 1918، قبل أربعة أيام من عيد ميلاده التاسع عشر. كتب في وقت لاحق عن تلك الحادثة: «عندما تذهب إلى الحرب صبيًّا، يكون لديك وهم عظيم في الخلود. يقتل الآخرون؛ دونك... ثم يتلاشى هذا الوهم في المرة الأولى التي تصاب فيها بجروح بليغة، عندها تستيقين أنه [الموت] يمكن أن ينالك.»
أمضى إرنست ستة أشهر في ذلك المستشفى، حيث التقى وكون صداقة قوية مع العميد الأيرلندي في الجيش البريطاني «إريك إدوارد «تشينك» دورمان سميث»، استمرت لعقود من الزمان، حيث تقاسما الغرفة مع الضابط في سلك الخارجية الأمريكية المستقبلي والسفير والمؤلف هنري سيرانو فيلارد.
أثناء تعافيه وقع إرنست في حب «أغنيس فون كورووسكي»، وهي ممرضة أمريكية في الصليب الأحمر، كانت تكبره بسبع سنوات. عندما عاد همينغوي إلى الولايات المتحدة في يناير 1919، اعتقد أن أغنيس سترتبط به في غضون أشهر وأن الاثنين سيتزوجان. وبدلًا من ذلك، تلقى رسالة منها في مارس من ذلك العام تُعلمه بخطوبتها على ضابط إيطالي. كتب كاتب السيرة الذاتية والصحفي جيفري مايرز أن رفض أغنيس أدّى إلى تحطيم إرنست الشاب وأصابه بالندوب؛ وهو ما أثر على علاقاته المستقبلية، حيث اتبع همينغوي نمطًا من التخلي عن الزوجة قبل أن تتخلى عنه.

### تورنتو وشيكاغو
عاد همينغوي إلى وطنه في وقت مبكر من عام 1919، وكان قد بدأ لتوه فترة إعادة التأقلم. كان قبل أن يبلغ العشرين من عمره، قد اكتسب من الحرب نضجًا يتعارض مع العيش في المنزل دون عمل، خاصة مع حاجته إلى الاستشفاء. يقول «مايكل إس. رينولدز»، الذي كتب مجموعة من الكتب عن سيرة حياة همينغوي، من بينها كتاب «همينغوي الشاب»: «لم يستطع همينغوي أن يخبر والديه حقًا بما كان يعتقده عندما رأى ركبته الملطخة بالدماء.» لم يكن قادرًا على إخبارهم بمدى خوفه: «في بلد آخر مع جراحين لا يستطيعون إخباره بالإنجليزية ما إذا كانت ساقه ستبتر أم لا.»
في سبتمبر، ذهب في رحلة صيد وتخييم إلى الريف في شبه جزيرة ميشيغان العليا، مع مجموعة من أصدقائه من المدرسة الثانوية. أصبحت الرحلة مصدر إلهام لقصته القصيرة النهر الكبير ذو القلبين، وهي تمثل إحدى رواياته لسيرته الذاتية، بطلها نِك آدمز، الذي يعود إلى وطنه من الحرب ليجد نفسه في عزلة.
في تلك الفترة، عرض عليه أحد أصدقاء العائلة وظيفة في تورنتو، ولم يكن لدى إرنست أي شيء آخر ليفعله، فقبل ذلك. في أواخر ذلك العام، بدأ يعمل بوصفهِ كاتبًا مستقلًا وكاتبًا في أسبوعية «تورونتو ستار ويكلي»، ثم عاد إلى ميشيغان في يونيو التالي، لينتقل بعدها إلى شيكاغو في سبتمبر 1920 للعيش مع بعض أصدقاء، وهي الفترة التي كان يكتب فيها قصصًا لصالح جريدة تورونتو ستار. في شيكاغو، عمل بصفة محرر مشارك في المجلة الشهرية «كووابرتيف كومنولث»، حيث التقى بالروائي شيروود أندرسون.
عند تواجده في شيكاغو، التقى بهادلي ريتشاردسون التي فُتِن بها، وهي شابة كانت قد قدمت من مسقط رأسها سانت لويس إلى شيكاغو لزيارة أخت شريك همينغوي في السكن. كتب الأخير لاحقًا: «كنت أعلم أنها الفتاة التي سأتزوجها.» هادلي، ذات الشعر الأحمر، «المفعمة بالرعاية»، كانت تكبره بثماني سنوات. على الرغم من فارق السن بينهما، بدت هادلي، التي نشأت على يد أم شديدة الاحتراز، أقل نضجًا من المعتاد بالنسبة لشابة في عمرها. تزعم بيرنيس كيرت، أن هادلي كانت تمثل بالنسبة له صورة لأغنيس «مثيرة للذكريات»، لكن هادلي كان لديها جانبٌ طفوليٌّ تفتقر إليه أغنيس. تقابل الاثنان لبضعة أشهر ثم قررا الزواج والسفر إلى أوروبا. أرادا زيارة روما، لكن شيروود أندرسون أقنعهما بزيارة باريس بدلًا من ذلك، وقد مد الزوجين برسائل تُعرّف لهما المدينة. تزوجا في 3 سبتمبر 1921، وبعد شهرين، عُيّن همينغوي مراسلًا أجنبيًا لصحيفة تورنتو ستار، وغادر الزوجان إلى باريس. يقول مايرز عن زواج همينغوي من هادلي: «مع هادلي، حقق همينغوي كل ما كان يأمله مع أغنيس: حب امرأة جميلة، ودخل مريح، وحياة في أوروبا.»

## باريس
يعتقد كارلوس بيكر، أول من كتب سيرة همينغوي الذاتية، أن أندرسون حينما نصح إرنست بالذهاب إلى باريس، بسبب «سعر الصرف النقدي مقابل الدولار»، الذي جعلها مكانًا مناسبًا غير مكلف للعيش فيه، زامن ذلك سبب أهم، هو أن المدينة حينذاك كانت مركزًا يعيش فيه «أكثر الناس إثارة للاهتمام في العالم»، على حد وصفهِ. في باريس، التقى همينغوي بمجموعة من الكتّاب، منهم الكاتبة الأمريكية وجامعة الأعمال الفنية جيرترود إستاين، والروائي الأيرلندي جيمس جويس، والشاعر الأمريكي عزرا باوند، الذي وصفه بيكر بأنه الشخص الذي «يمكن أن يساعد كاتبًا شابًا على بلوغ أعلى درجات حياته المهنية».
وُصِف همينغوي في سنواته الأولى في باريس، بأنه: «شاب وسيم، طويل القامة، ومفتول العضلات، عريض الفك والمنكبين، وبني العينين، وأزهر الوجنتين، ذو صوت لطيف.» عاش برفقة هادلي في مبنى صغير في «شارع 74 دو كاردينال ليموين» في الحي اللاتيني، في حين عمل في غرفة مستأجرة في مبنى مجاور. أصبحت إستاين، التي كان صالونها الأدبي معقلًا للحركة الحداثية في باريس، مُرشدة لهمينغوي وعرابة لابنه جاك؛ عرّفته على الفنانين والكتاب المغتربين في «حي مونبارناس»، وهم الذين أطلقت عليهم اسم «الجيل الضائع»، المصطلح الذي أشاعه همينغوي لاحقًا عند نشره روايته ثم تشرق الشمس. التقى همينغوي بانتظام في ذلك الصالون، بالرسامين المؤثرين في ذلك العصر، مثل بابلو بيكاسو وخوان ميرو وخوان غريس. إلّا إنّه في خاتمة المطاف آثر إيقاف نفوذ إستاين عليه، وهو ما أدّى إلى تدهور العلاقة بينهما وانتهى إلى نزاع أدبي امتد لعقود. في عام 1922، التقى عزرا باوند همينغوي بالصدفة في «مكتبة شكسبير» لصاحبتها سيلفيا بيتش، وهي مكتبة إنجليزية مهمة في باريس، تقع على الضفة الغربية لنهر السين. جال الاثنان في إيطاليا في عام 1923، وعاشا في نفس الشارع في عام 1924. أقاما صداقة قوية، وقد رعى باوند موهبة همينغوي الشابة، التي اعترف بتميزها. قدَّم باوند همينغوي إلى جيمس جويس، الذي أصبح همينغوي كثيرًا ما يُسرف معه بشرب «المشروبات الكحولية».
خلال أول 20 شهرًا له في باريس، قدم همينغوي 88 قصة لصحيفة «تورنتو ستار». غطى الحرب التركية اليونانية، حيث شهد «حريق سميرنا»، وكتب مقالات عن السفر، مثل «صيد التونة في إسبانيا» و«صيد سمك السلمون المُرَقَّط في جميع أنحاء أوروبا: إسبانيا هي الأفضل، ثم ألمانيا»، ووصف أيضًا انسحاب الجيش اليوناني مع المدنيين من تراقيا الشرقية.
أصيب همينغوي بانهيار عصبي حين علم أن هادلي أضاعت حقيبة مليئة بمخطوطاته في محطة دي ليون، وهي واحدة من المحطات الكبرى في باريس، وذلك خلال سفرها إلى جنيف لمقابلته في ديسمبر 1922. في سبتمبر التالي، عاد الزوجان إلى تورنتو، حيث ولد ابنهما جون هادلي نيكانور في 10 أكتوبر 1923. أثناء غيابهما، نُشر كتاب همينغوي الأول، ثلاث قصص وعشر قصائد. اثنتان من القصص الثلاثة المنشورة كانت كل ما بقي من المجموعة على إثر فقدان الحقيبة، والثالثة كُتبت في وقت مبكر من العام السابق في إيطاليا. في غضون أشهر، نُشر له أولى مجموعاتهِ القصصية، التي حملت عنوان: «في وقتنا». تضمنت المجموعة، وهي مجلد صغير، ست قصص مقالية وعشرات القصص التي كتبها همينغوي في الصيف الماضي خلال زيارته الأولى لإسبانيا، حيث اكتشف إثارة رياضة مصارعة الثيران الإسبانية. ما لبث أن اشتاق إلى باريس، خاصة مع الملل الذي كانت تورنتو تدخله في نفسه، فأراد العودة إلى «حياة الكاتب» هناك بدلًا من أن يعيش «حياة صحفي».
عاد همينغوي وهادلي وابنهما - الملقب «بومبي» - إلى باريس في يناير 1924، وانتقلوا إلى شقة جديدة في «شارع نوتردام دي شامب». ساعد همينغوي فورد مادوكس فورد في تحرير مجلة «ترانسآتلانتيك ريفيو»، التي نشرت أعمالًا لباوند، وجون دوس باسوس، والبارونة إلسا فون فريتاغ لورينغهوفن، وإستاين، بالإضافة إلى بعض قصص همينغوي المبكرة مثل «المخيم الهندي». أشاد عدد من الأدباء بهمينغوي حين نُشرت مجموعة «في وقتنا» في عام 1925، وكان على رأسهم فورد مادوكس. حظيت قصة «المخيم الهندي» بثناء كبير؛ رأى فورد أنها «قصة سابقة مهمة لكاتب شاب»، وأثنى النقاد في الولايات المتحدة على همينغوي لقيامه بإعادة الحياة إلى القصة القصيرة بأسلوبه الواضح واستخدامه للجمل البيانية. قبل ستة أشهر من ذلك، كان همينغوي قد التقى بفرنسيس سكوت فيتزجرالد، وشكل الثنائي صداقة تأرجحت بين «الإعجاب والعداء». كان فيتزجرالد قد نشر روايته «غاتسبي العظيم» في نفس العام، الرواية التي أحبها همينغوي بمجرد ما انتهى من قرائتها، وهي التي دفعته إلى أن يقرّر أن يكون عمله التالي روائيًا طويلًا.
في عام 1923، زار همينغوي مع زوجته هادلي لأول مرة لهما «مهرجان سان فرمين» في بنبلونة في شمال إسبانيا، وهو حدث سنوي، يبدأ في ظهر يوم 6 يوليو ويستمر حتى منتصف ليلة 14 يوليو، ويتميّز بجري الثيران ومصارعتها، الحدث الأشهر الذي يتسم به المهرجان، وهي الرياضة التي أصبح همينغوي مفتونًا بها. بدأ في هذا الوقت يُلقّب باسم «البابا»، حتى من قبل أصدقائه الأكبر سنًا منه. ذكرت هادلي في هذا الباب أن همينغوي كان يحب أن يكون محط إجلال من محيطهِ، وأشارت لاحقًا إلى أنه كان لديه هو الآخر ألقاب خاصة يطلقها على أصدقائه في معظم الأحيان وأنه كان مبدعًا في ابتكارها. لم تتذكر هادلي كيف نشأ لقب «البابا» ومن أطلقه عليه أول مرة؛ اللقب الذي سيصبح ملازمًا له. عاد همينغوي وعائلته إلى بنبلونة في عام 1924 ومرة ثالثة في يونيو 1925؛ في ذلك العام أحضروا معهم مجموعة من المغتربين الأمريكيين والبريطانيين، منهم: «بيل سميث»، صديق طفولة همينغوي في ميشيغان، و«دونالد أوغدن ستيوارت»، و«هارولد لوب»، وليدي «ماري داف ستيرلينغ» التي أصبحت تعرف لاحقًا باسم «داف تويسدن» وكانت منفصلة حديثًا، يرافقها عشيقها «بات غاثري». بعد أيام قليلة من انتهاء المهرجان، في عيد ميلاده السادس والعشرين، أي في 21 يوليو من ذلك العام، بدأ في كتابة مسودة رواية، ستنشر لاحقًا باسم «ثم تشرق الشمس»، وانتهى منها بعد ثمانية أسابيع. بعد بضعة أشهر، تحديدًا في ديسمبر 1925، غادر همينغوي مع عائلتهِ لقضاء الشتاء في منطقة «شرون» في «مقاطعة بلودنز» في «ولاية فورارلبرغ» غربي النمسا، ليبدأ بمراجعة المخطوطة على نطاق واسع. انضمت بولين فايفر إليهم في يناير، وخلافًا لنصيحة هادلي، حثت همينغوي على توقيع عقد مع دار «تشارلز إسكريبنرز سانز». غادر إرنست النمسا في رحلة سريعة إلى نيويورك للقاء الناشرين، وعند عودته، بدأ بعلاقة غرامية مع فايفر أثناء توقفه في باريس، وذلك قبل أن يعود إلى «شرون» لإنهاء المراجعات التنقيحية في مارس. وصلت المخطوطة إلى نيويورك في أبريل؛ وانتهى إرنست من تصحيح المسودة النهائية في باريس في أغسطس 1926، لتنشر «إسكريبنرز» إثر ذاك الرواية في 22 أكتوبر 1926.
تجسد «ثم تشرق الشمس» جيل المغتربين في فترة ما بعد الحرب العالمية الأولى، تلقت تقييمات جيدة وأصبحت «تُعرف بأنها أعظم أعمال همينغوي». كتب همينغوي نفسه لاحقًا إلى محرره ماكس بيركنز أن «فكرة الكتاب» لم تكن تتعلق بجيل ضائع، بل بفكرة أن «الأرض باقية إلى الأبد»؛ إذ كان يعتقد أن الشخصيات في الرواية رُبمّا «حُطِمت» إلّا إنها لم تَضِع.
تدهور زواج همينغوي من هادلي أثناء كتابته لروايته «ثم تشرق الشمس». في أوائل عام 1926، علمت هادلي بعلاقته مع فايفر، التي جاءت معهم إلى بنبلونة في يوليو في ذلك العام. عند عودتهم إلى باريس، طلبت هادلي من إرنست الانفصال، وفي نوفمبر طلبت الطلاق رسميًا. تقاسم الاثنان ممتلكاتهما وقبلت هادلي عرض همينغوي الذي تضمّن عائدات من «ثم تشرق الشمس». في آخر الأمر، انفصل الزوجان في يناير 1927، وتزوج همينغوي من فايفر في مايو من ذلك العام.

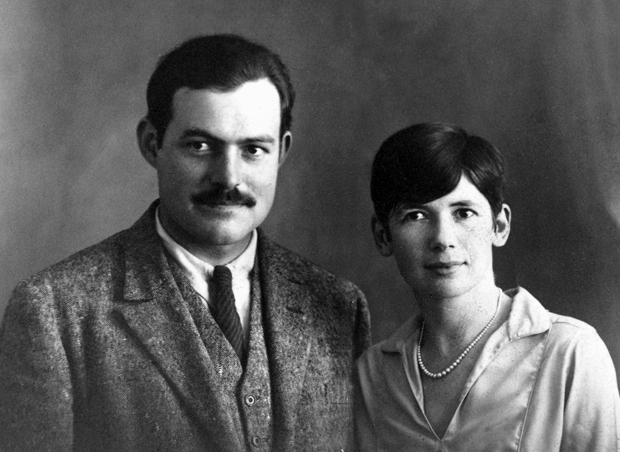
إرنست وبولين همينغوي في باريس في 1927.

انتقلت فايفر، التي كانت من عائلة كاثوليكية ثرية في أركنساس، إلى باريس للعمل في مجلة فوغ، وشهد زواجهِ بها تحوّله قبل عقد القران من البروتستانية إلى الكاثوليكية. قضى الاثنان شهر العسل في مدينة «لو غرو دي روا» الفرنسية المُطلّة على ساحل البحر الأبيض المتوسط، حيث أصيب بالجمرة الخبيثة، وخطط لمجموعته القصصية التالية، رجال بلا نساء، والتي نُشرت في أكتوبر 1927، وتضمنت قصتهِ «فيفتي غراند» التي تدور حول الملاكمة. أشاد «راي لونغ» رئيس تحرير مجلة كوزموبوليتان بالقصة، واصفًا إياها بأنها «واحدة من أفضل القصص القصيرة التي وصلت إلى يدي على الإطلاق... أفضل قصة قرأتها عن الملاكمة التكسبية... قطعة رائعة من الواقعية.»
بحلول نهاية ذلك العام، أرادت بولين، التي كانت حاملًا، العودة إلى أمريكا. نصح جون دوس باسوس همينغوي بالذهاب إلى جزيرة كي ويست الواقعة في مضيق فلوريدا. في بدايات عام 1928، عانى همينغوي من إصابة خطيرة في رأسهِ حين سحب فتحة السقفية في حمام سكنه في باريس، ظنًا منه أنه كان يسحب سلسلة السحارة. ترك ذلك الحادث ندبة بارزة على جبينه حملها طيلة حياته. عندما سُئل همينغوي عن سبب الندبة، كان مترددًا في الإجابة. في النهاية، غادر إرنست مع عائلته باريس في مارس 1928، لتصبح آخر مدينة كبرى يسكنها، حيث «لم يعش همينغوي بعد ذلك في أي مدينة كبيرة».

## كي ويست والكاريبي

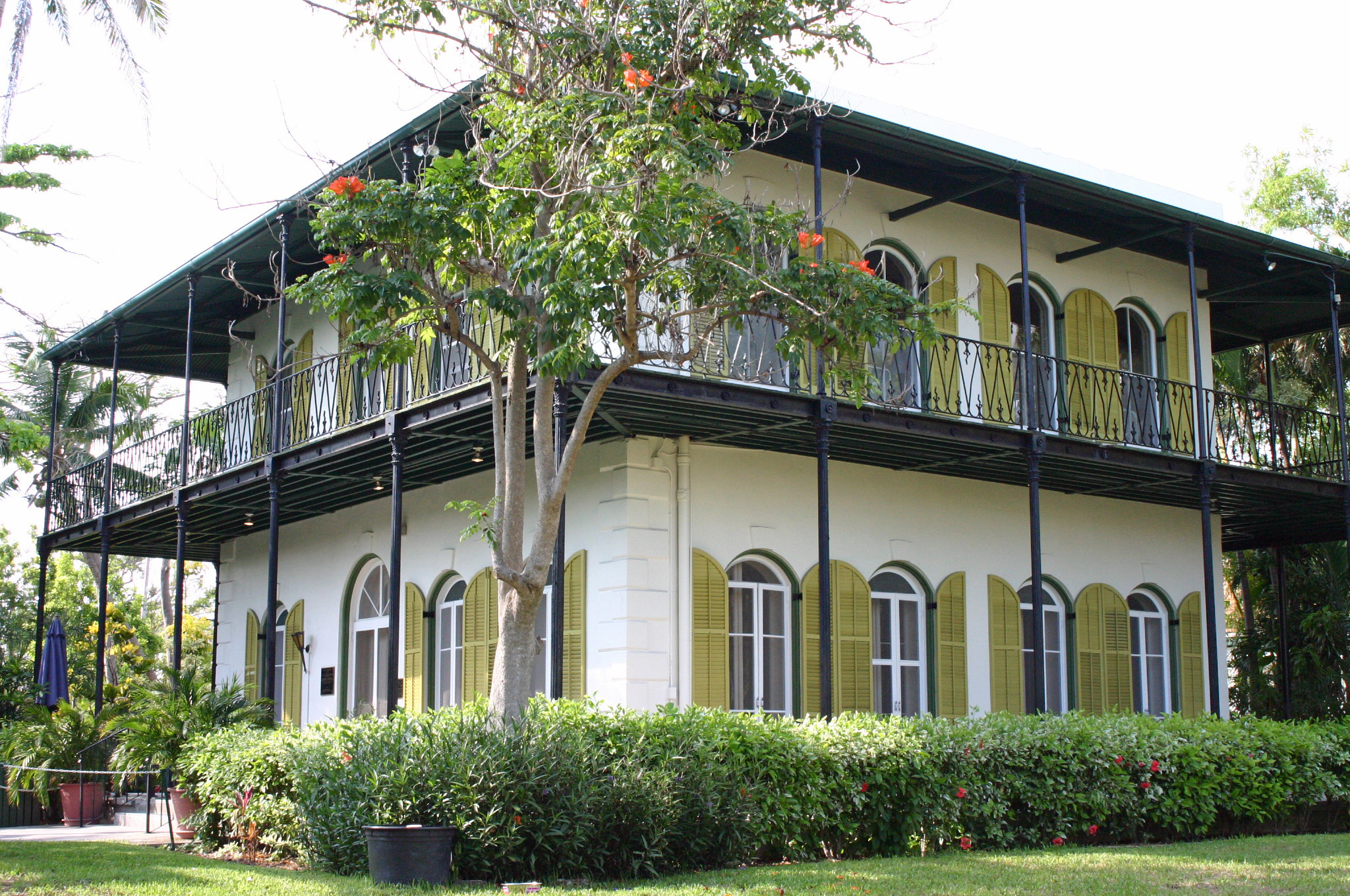
منزل همينغوي في كي ويست في فلوريدا، حيث عاش بين عامي 1931 و1939 وحيث كتب فيه روايته أن تملك وألا تملك.

في صيف عام 1928، سافر همينغوي وبولين إلى مدينة كانساس في ولاية ميزوري، عائدًا إليها بعد نحو عقد من تخرجه من الثانوية وانتقالهِ إليها حيث سبق له العمل في جريدة «ذا كانساس سيتي ستار». يذكر «كارلوس بيكر» في كتابه «إرنست همينغوي: قصة حياة» أن إرنست انتقل إلى المدينة لتلد زوجته بولين هناك. بدأت آلام المخاض عند بولين في 27 يونيو، ودخلت «مستشفى الأبحاث» واستمر المخاض لأكثر من 18 ساعة، الأمر الذي أدّى إلى إجراء عملية قيصرية في 28 يونيو 1928، حيث وُلِد ابنهما باتريك بعد معاناة كبيرة مرت بها بولين، وثّقها إرنست في روايته وداعًا للسلاح. بعد ولادة باتريك، تنقّل همينغوي وبولين بين ولايات وايومنغ وماساتشوستس ونيويورك.
في شتاء ذلك العام، وصلته برقية حين كان مع نجله «بومبي» في نيويورك، وهما على وشك ركوب قطار يقلهما إلى فلوريدا، علم من خلالها أن والده كلارنس قد انتحر في 6 ديسمبر 1928. حطّمه انتحار والده الذي كان يعاني من نوبات ومضاعفات حادة لداء السكري وآلام الذبحة الصدرية ومشاكل صحية أخرى، إضافة إلى قلق كبير بسبب خسائر مالية مُنيّ بها، أثرت على وضعه المالي. كان إرنست قد كتب إلى والده في وقت سابق، يطلب منه ألا يقلق بشأن تلك الصعوبات المالية؛ إلّا إن رسالته قد وصلت إلى منزل والده بعد دقائق من انتحارهِ. كان الخبر صادمًا له وأحس بهول الواقعة، وتذكّر زوجته الأولى هادلي، وكيف شعرت بعد انتحار والدها في عام 1903، مُعلقًا: «ربما سأمضي بنفس الطريقة». سافر إرنست على الفور إلى أوك بارك لترتيب جنازة والده.
لدى عودته من أوك بارك إلى كي ويست في ديسمبر، عمل همينغوي على مسودة روايته وداعًا للسلاح، وذلك قبل أن يغادر إلى فرنسا في يناير 1929. أكمل الرواية في أغسطس من ذلك العام، لكنه أخر مراجعتها. كان من المقرر أن تنشر الرواية على حلقات في «مجلة إسكريبنرز» في مايو 1929، إلّا إن همينغوي بقي حتى أواخر شهر أبريل مشغولًا بالعمل على خاتمتها التي لم يكن قد فرغ منها، حيث أعاد كتابتها ما يصل إلى سبعة عشر مرة. في النهاية، نُشرت الرواية بأكملها في 27 سبتمبر 1929. يعتقد كاتب السيرة الذاتية «جيمس ميلو» أن الفيلم المقتبس عن رواية وداعًا للسلاح أسس مكانة همينغوي بوصفهِ كاتبًا أمريكيًا كبيرًا وأظهر مستوى من التعقيد لم يكن بادٍ في روايتهِ «ثم تشرق الشمس». تحولت «وداعًا للسلاح» إلى مسرحية كتبها «لورانس إستالينغز»، ثم حُوّلت إلى فيلم مقتبس حمل ذات الاسم، أدّى بطولته كل من هيلين هيز وغاري كوبر.
في منتصف عام 1929، وأثناء تواجده في إسبانيا لحضور «مهرجان سان فرمين»، كان همينغوي في خضم بحث للتحضير لكتابه غير الخيالي، الذي نُشِر لاحقًا باسم موت في الظهيرة. أراد إرنست من هذا الكتاب أن يكتب أطروحة شاملة عن مصارعة الثيران، مع المعاجم والملاحق، تناقش تلك المصارعة والمصارعين، أو «الكوريداس» كما تُسمّى و«الماتادورس» كما يُطلق عليهم في إسبانيا، لاعتقادهِ أن مصارعة الثيران «ذات أهمية مأساوية، لأنها تمثل الحياة والموت».
أمضى همينغوي فصول الشتاء في «كي ويست» طوال ثلاثينيات القرن العشرين، التي كان قد وصلها في أواخر العقد الماضي، وبينما كان يقيم في «كي ويست»، غالبًا ما كان يمضي فصول الصيف في ولاية «وايومنغ» مع عدد من أصدقائه المقربين في رحلات صيد واستكشاف في سهولها المفتوحة، الولاية التي وصفها بأنها «أجمل بلد رآه في الغرب الأمريكي»، حيث كان يصطاد الأيائل، من فصيلتي الإلكات وتلك المسماة الأيائل الحقيقية، إضافة إلى الدب الأشيب.
في تلك الفترة، كثيرًا ما كان «دوس باسوس» ينضم إلى إرنست، وهي صداقة أدبية شهيرة جمعت الاثنان، وكانت أشهر تلك المرات في 1-2 نوفمبر 1930، حين كان الأخير يقود سيارته الفورد ليلًا في الطريق إلى محطة القطار في مدينة بيلينغز في ولاية مونتانا لإيصال دوس باسوس الذي كان يرافقه في السيارة التي انقلبت على بعد ثمانية عشر ميلًا غرب بيلنغز، بالقرب من مدينة لوريل، بعد أن فقد إرنست الرؤية إثر كشافات ضوئية لإحدى السيارات القادمة على حدِّ ما نُشِر آنذاك، في حادث نجى منه باسوس دون أن يصاب بأذى، بينما كُسِرت ذراع همينغوي اليمنى، اليد التي يكتب بها، كسرًا حلزونيًا، وتطلّبت الإصابة عملية جراحية عاجلة، أجريت في مستشفى «سانت فنسنت» واستُخدم فيها وتر الكنغر لربط عظام ذراعه ببعضها، ليمكث همينغوي في المستشفى لمدة سبعة أسابيع للاستشفاء، ترافقه فيها بولين للعناية به؛ في حين استغرقت أعصاب يده نحو عام للتعافي، عانى خلالها من آلام شديدة. كانت حادثة بيلينغز، مصدر إلهام له، كتب إثرها قصته القصيرة المقامر والراهبة والراديو، وقد نُشرت في 27 أكتوبر 1933، ضمن مجموعته القصصية الثالثة الفائز لا يأخذ شيئًا.

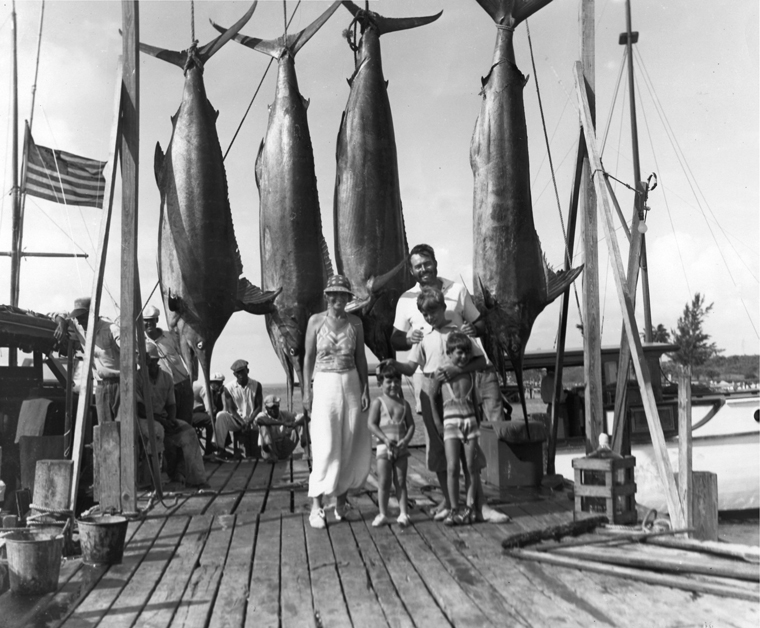
إرنست وبولين وبومبي وباتريك وغريغوري همينغوي يقفون وخلفهما أربعة من أسماك «المارلن» بعد رحلة صيد ببيميني في عام 1935.

بعد تلك الحادثة بعام، ولد ابنه الثالث، غريغوري هانكوك في مدينة كانساس في 12 نوفمبر 1931. اشترى عم بولين للزوجين منزلًا في كي ويست مع مبنى للعربات، وقد حُوّل الطابق الثاني من المنزل إلى استوديو للكتابة. أثناء وجوده في كي ويست، تردد همينغوي على الحانة المحلية «سلابي جو'ز». أيضًا دعا مجموعة من أصدقائه، بما فيهم والدو بيرس، ودوس باسوس، وماكس بيركنز، للانضمام إليه في رحلات صيد خصصها فقط لأصدقائه الرجال دون أي مرافقة عائلية، حيث ذهب إلى أرخبيل «دراي تورتوغاس» في خليج المكسيك، وهي مجموعة جزر تابعة لمقاطعة مونرو في فلوريدا. في غضون ذلك، واصل السفر إلى أوروبا وكوبا. في عام 1933، كتب عن كي ويست، قائلًا: «لدينا منزل رائع هنا، والأطفال جميعًا بخير».
في ذلك العام، ذهب برفقة زوجته بولين في رحلة سفاري إلى كينيا. قدمت هذه الرحلة التي استغرقت عشرة أسابيع موادًا ملهمة، استخدمها في عمله غير الروائي الثاني:تلال أفريقيا الخضراء، وكذلك في قصصه القصيرة:ثلوج كليمنجارو وحياة فرانسيس ماكومبر السعيدة القصيرة. زار الزوجان مومباسا ونيروبي و«ماساكو» في كينيا؛ ثم انتقلا إلى إقليم تنجانيقا، حيث اصطادا في سيرينغيتي، حول بحيرة مانيارا، وغرب وجنوب شرق «منتزه تارانغيري الوطني» الحالي. كان دليلهما هو «الصياد الأبيض» الشهير «فيليب بيرسيفل» الذي قاد ثيودور روزفلت في رحلة سفاري في عام 1909. خلال هذه الرحلات، أصيب همينغوي بالزحار الأميبي وهي مرض طفيلي معدٍ، يسبب التهابًا شديدًا في الأمعاء، يخلف قروحًا في الجدار المعوي، ونُقل إثرها بالطائرة إلى نيروبي، وهي تجربة انعكست في قصة «ثلوج كليمنجارو». بدأ إرنست عند عودته إلى كي ويست في أوائل عام 1934، بالعمل على كتابه «تلال أفريقيا الخضراء»، الكتاب الذي نشر في 25 أكتوبر 1935، وحظي بمراجعات نقدية متنوعة.
اشترى همينغوي قاربًا في عام 1934، وأطلق عليه اسم «بيلار»، وبدأ الإبحار في البحر الكاريبي. في عام 1935، وصل لأول مرة إلى مقاطعة «بيميني»، الواقعة في أقصى غرب جزر البهاماس، والتي تتألف من سلسلة من الجزر، تبعد حوالي 80 كيلومترًا شرق مدينة ميامي، حيث قضى وقتًا طويلًا. خلال هذه الفترة، عمل على رواية «أن تملك وألا تملك»، التي نُشرت في 15 أكتوبر 1937، أثناء وجوده في إسبانيا، وهي الرواية الوحيدة التي كتبها خلال عقد الثلاثينيات، وجاء نشرها بعد ثماني سنوات من آخر عمل روائي له.

## الحرب الأهلية الإسبانية

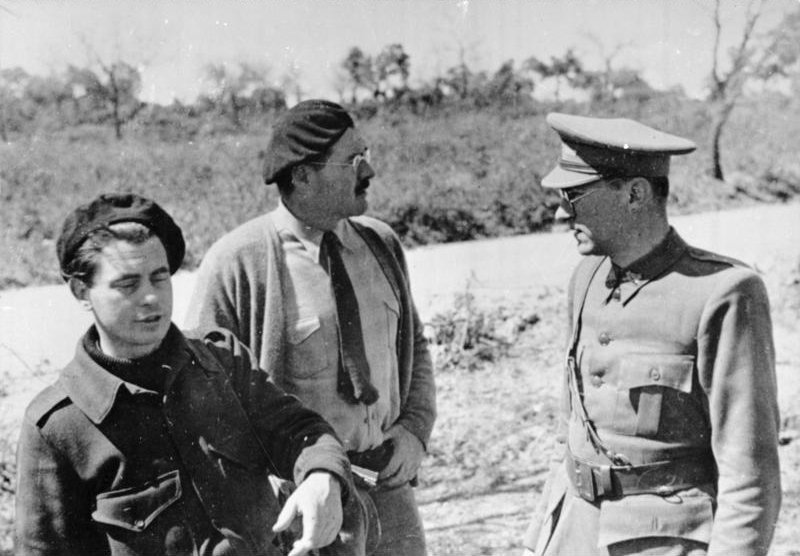
همينغوي (في الوسط) مع المخرج الهولندي «يوريس إيفينز» والكاتب الألماني «لودفيج رين» (عمل كضابط في الألوية الدولية) في إسبانيا أثناء الحرب الأهلية الإسبانية في عام 1937.

في عام 1937، غادر همينغوي إلى إسبانيا لتغطية الحرب الأهلية الإسبانية لصالح «تحالف صحف أمريكا الشمالية»، على الرغم من أن بولين أبدت عدم رضى في أن يعمل في منطقة حربية. وقع هو ودوس باسوس للعمل مع المخرج الهولندي «يوريس إيفينز» لكتابة سيناريو فيلم أطلق عليه «الأرض الإسبانية»، وهو فيلم أنتج لمكافحة الفاشية. ترك دوس باسوس المشروع بعد إعدام صديقه والمترجم الإسباني خوسيه روبلس، مما تسبب في شقاق بين الكاتبين.
انضمت الصحفية والكاتبة «مارثا غالهورن» إلى همينغوي في إسبانيا، وكان قد التقى بها في كي ويست قبل عام. مثل هادلي، كانت مارثا من مواليد سانت لويس، ومثل بولين، عملت في مجلة فوغ في باريس. حول مارثا، تعتقد «بيرنيس كيرت» التي كتبت عن النساء في حياة همينغوي، أنها «لم تلبِ احتياجاته أبدًا كما فعلت نساؤه الأخريات». في يوليو 1937، شارك في «الدورة الثانية من المؤتمر الدولي للكُتّاب» حيث عُقِد «للدفاع عن الثقافة» ما بين 4 و7 يوليو في بلنسية وبرشلونة ومدريد، وحضره العديد من الكتاب بما في ذلك أندريه مالرو وستيفن سبندر وبابلو نيرودا، ونوقش فيه موقف المثقفين من الحرب. في أواخر عام 1937، أثناء وجوده في مدريد مع مارثا، كتب همينغوي مسرحيته الوحيدة، الطابور الخامس، حيث كانت المدينة محاصرة وتقصف من قبل قوات فرانكو. رجع إرنست إلى كي ويست لبضعة أشهر، ثم عاد إلى إسبانيا لمرتين في عام 1938، حيث كان حاضرًا في «معركة إبرة» التي دارت رحاها ما بين يوليو ونوفمبر من عام 1938، في آخر مَعْقَل للجمهوريين، على طول المجرى السُّفلي لنهر إبرة، حيث هُزموا شرَّ هزيمة في هذه المعركة التي تُعد أطول وأكبر معارك الحرب الأهلية الإسبانية، وقد كان همينغوي من بين عدد من الصحفيين البريطانيين والأمريكيين الذين كانوا مع آخر من تركوا المعركة وعبروا النهر.

## كوبا
في أوائل عام 1939، عبر همينغوي في قاربه إلى كوبا، حيث أقام بداية في «فندق آمبوس موندوس» الواقع في العاصمة هافانا. كانت هذه مرحلة انفصال بطيئة ومؤلمة عن بولين، بدأت عندما التقى همينغوي بمارثا غالهورن. سرعان ما انضمت إليه مارثا في كوبا، واستأجرا بيتًا يُطلق عليه «فينكا فيخيا» والذي يعني «المزرعة المُرْصَدة»، وهي ملكية مساحتها 15 فدانًا (61000 م2) على بعد 24 كم (15 ميلًا) عن هافانا. تركت بولين همينغوي وغادرت مع الأطفال في ذلك الصيف، بعد لقاء لَمَّ شمل الأسرة خلال زيارة جمعتهم في وايومنغ. تزوج إرنست من مارثا في 20 نوفمبر 1940 في شايان في ولاية وايومنغ بعد أن اكتملت إجراءات طلاقه من بولين رسميًا.
نقل همينغوي مقر إقامته الصيفي الرئيسي إلى كيتشوم في ولاية أيداهو، خارج منتجع صن فالي المبني حديثًا، ونقل مقر إقامته الشتوي إلى كوبا. كان إرنست قد أبدى مرة اشمئزازه حين سمح أحد أصدقائه الباريسيين لقططه بتناول الطعام على المائدة، غير إنه بعد في كوبا، أصبح مغرمًا بالقطط وربّى العشرات منها في مكان إقامته هناك، ونقل العشرات من نسلها إلى منزله في كي ويست.
ألهمته غالهورن عند كتابة روايته الأكثر شهرة لمن تقرع الأجراس، والتي بدأها في مارس 1939 وانتهى منها في يوليو 1940. نُشرت الرواية في أكتوبر 1940. تميزت تلك الرواية بسمة كثرة تنقل إرنست أثناء عمله على مسودتها، حيث كُتِبت بين عدد من المناطق، ما بين كوبا، ووايومنغ، وصن فالي. اختار «نادي كتاب الشهر» الرواية، وبيع منها نصف مليون نسخة في غضون أشهر، ورُشحت لجائزة بوليتزر، ويرى مايرز أن الرواية قد «أعادت بنجاح ترسيخ سمعة همينغوي الأدبية».
في يناير 1941، أرسلت مارثا إلى الصين في مهمة لصالح مجلة «كوليرز»، وقد رافقها همينغوي رغم أنه أبدى كرهًا للصين. أرسل إرنست برقيات إلى جريدة «بي إم»،  عاد الزوجان إلى كوبا قبل أن تعلن الولايات المتحدة دخولها الحرب العالمية الثانية في ديسمبر، وقد أقنع الحكومة الكوبية بمساعدته في تجديد قاربه بيلار، حيث كان ينوي استخدامه لنصب كمين للغواصات الألمانية قبالة سواحل كوبا.

## الحرب العالمية الثانية

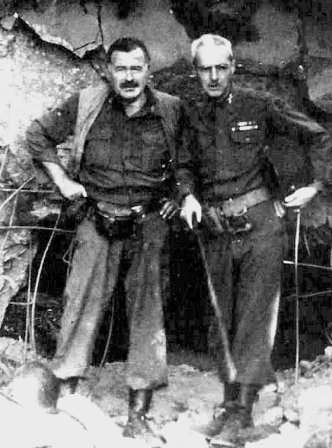
همينغوي مع الكولونيل تشارلز "باك" لانهام في ألمانيا في عام 1944، أثناء القتال في «معركة غابة هورتغن»، التي أصيب في عقبها بالتهاب رئوي.

غادر همينغوي إلى أوروبا إبّان السنة الأخيرة من الحرب العالمية الثانية، تحديدًا ما بين مايو 1944 إلى مارس 1945. التقى عند وصوله إلى لندن، بمراسلة مجلة تايم ماري ولش، الفتاة الشابة التي أصبح مفتونًا بها. اضطرت مارثا لعبور المحيط الأطلسي في سفينة مليئة بالمتفجرات لأن همينغوي رفض مساعدتها في الحصول على تصريح صحفي للسفر على متن إحدى الطائرات. حين وصلت مارثا إلى لندن، وجدته في إحدى المستشفيات مصابًا بارتجاج في المخ إثر حادث سيارة. لم تبدِ مارثا أي تعاطفٍ مع محنتهِ، واتهمته بالاستبداد وكاشفته بأن زواجهما قد «انتهى قطعًا». التقى همينغوي بمارثا لآخر مرة في مارس 1945، حين كان يستعد للعودة إلى كوبا، ووَقَعَ طلاقهما في وقت لاحق من ذلك العام، حيث تسنّى له طلب الزواج من ماري ولش في لقائهما الثالث.
رافق همينغوي القوات الأمريكية في عملية إنزالها على شواطئ النورماندي مُتعَصبًا بضمادة كبيرة، غير إنه مُنِع من الإبحار معها، حيث عُدَّ «متطوعًا فريدًا»، وذلك وفقًا لما سجله مايرز في كتابهِ لسيرة حياة إرنست. كان زورق الإنزال الذي يحمل إرنست على مرمى البصر من شاطئ أوماها قبل أن يتعرض لنيران القوات الألمانية التي أجبرته على الانسحاب. كتب همينغوي لاحقًا في مجلة «كوليرز» أنه تمكّن من مشاهدة: «الموجات الأولى والثانية والثالثة والرابعة والخامسة من [قوات الإنزال] التي سقطت حيث ألقيت، وبدت مثل حُزَم مُوْثقة كثيرة شُحِنت على امتداد السطّح المُحَصَّب بين البحر وخط التحصينات الألمانية الأول». سجّل شاطئ أوماها، أعظم خسائر الحلفاء في عملية الإنزال، حيث قُتِل آلاف الجنود. يشير «ميلو» إلى أن الحلفاء لم يسمحوا في اليوم الأول للعملية لأيٍّ من المُراسلين بالنزول مع القوات، حيث أُعيد همينغوي إلى سفينة نقل الجنود الحربية الأمريكية «يو إس إس دوروثيا إل. ديكس».
في أواخر شهر يوليو، ألحق إرنست نفسه «بفوج المشاة الثاني والعشرين» بقيادة «الكولونيل تشارلز «باك» لانهام» أثناء توجهه نحو باريس، وأصبح همينغوي قائدًا فعليًا لمجموعة صغيرة من قوات المقاومة الشعبية في رامبوييه على مشارف العاصمة باريس. يقول بول فوسيل، أحد العسكريين المؤرخين الذين كتبوا عن الحرب: «واجه همينغوي مشكلة كبيرة حين تقدّم ليكون قائد مشاة لمجموعة من قوات المقاومة الذين جمعهم، ذلك أنه ليس من المفترض أن يقود مراسل القوات، حتى وإن فعل ذلك بمهارة.» كانت مشاركته هذه مخالفة اتفاقية جنيف، وقد وجهت إليه تهم رسمية؛ إلا إنه «بُرِّئَ» بعد أن ادّعى أنه شارك في عرض النصيحة فقط.
في 25 أغسطس 1944، كان حاضرًا في تحرير باريس بوصفهِ صحفيًا. يزعم مايرز أن همينغوي، لم يكن أول من دخل المدينة، ولم يحرر فندق الريتز، خلاف ما نُقِل عن إرنست. في باريس، زار سيلفيا بيتش وبابلو بيكاسو، حيث رافقته ماري ولش التي انضمت إليه هناك، وبالسعادة التي غمرته آنذاك تصافى مع جيرترود إستاين وأنهى الخلاف بينهما. في وقت لاحق من ذلك العام، شهد قتالًا عنيفًا في معركة غابة هورتغن. في 17 ديسمبر 1944، سافر بنفسه إلى لوكسمبورغ لتغطية معركة الثغرة، رغم المرض الذي كان يعاني منه، لكن بمجرد وصوله، سلّمه «الكولونيل لانهام» إلى أطباء من الكتيبة الطبية، نقلوه إلى إحدى المستشفيات مصابًا بالتهاب رئوي، وتعافى بعد أسبوع، وكانت معظم المعارك حيئذ قد وضعت أوزارها.
في عام 1947، حصل همينغوي على ميدالية النجمة البرونزية لشجاعته خلال الحرب العالمية الثانية. وشُهِد له أنه «تعرض لإطلاق نار في مناطق القتال من أجل الحصول على صورة دقيقة للأوضاع»، وجاء في خطاب الإشادة: «من خلال موهبته في التعبير، مكّن السيد همينغوي القراء من الحصول على صورة حية عن الصعوبات والانتصارات التي حققها جندي الخط الأمامي، إضافة إلى انضباطه في المعارك.»

## كوبا وجائزة نوبل
قال همينغوي إنه «توقف عن العمل بوصفهِ كاتبًا» ما بين عامي 1942 إلى عام 1945 أثناء إقامته في كوبا. في عام 1946 تزوج ماري، التي حملت حملًا منتبذًا بعد خمسة أشهر. تعرضت عائلة همينغوي لسلسلة من الحوادث والمشاكل الصحية في السنوات التي أعقبت الحرب، منها: حادث سيارة في عام 1945، تسبب «بإصابة ركبته» وأصيب «بجرح عميق آخر في جبهته»، وكسرت ماري أولًا كاحلها الأيمن ثم الأيسر في حوادث تزلج متتالية. تسبب حادث سيارة آخر في عام 1947 في إصابة باتريك بجروح في الرأس ومرض شديد. غرق همينغوي في الاكتئاب عندما بدأ أصدقاؤه الأدبيون يموتون واحدًا تلو الآخر، حيث مات في عام 1939 كل من ويليام بتلر ييتس وفورد مادوكس فورد، وفي عام 1940 ف. سكوت فيتزجرالد، وفي عام 1941 كل من شيروود أندرسون وجيمس جويس؛ وفي عام 1946 جيرترود إستاين، وفي عام 1947، صديقه الأقدم ماكس بيركنز، المحرر في دار إسكريبنرز. خلال هذه الفترة، عانى من صُداع حادٍ، وارتفاع في ضغط الدم، ومشاكل في الوزن، وفي نهاية المطاف مرض السُّكري، وهي أمراض الكثير منها جاء بسبب مضاعفات وأعراض جانبية لحوادث سابقة وسنوات عديدة من الإفراط في الشرب. ومع ذلك، في يناير 1946، بدأ العمل على روايته «جنة عدن»، التي انتهى منها بحلول يونيو من ذلك العام، حيث بلغت 800 صفحة. خلال سنوات ما بعد الحرب، بدأ أيضًا العمل في ثلاثية بعنوان «الأرض»، «البحر» و«الهواء»، التي أراد أن يجمعهما في رواية واحدة بعنوان «كتاب البحر». ومع ذلك، توقف كلا المشروعين، ويقول «ميلو» إن عدم قدرة همينغوي على الاستمرار كان «أحد أعراض مشاكله» خلال هذه السنوات.
في عام 1948، سافر همينغوي وماري إلى أوروبا، وأقاما في البندقية لعدة أشهر. أثناء وجوده هناك، وقع همينغوي في حب «أدريانا إيفانتشك» البالغة من العمر 19 عامًا. ألهمته علاقة الحب هذه، غير الجنسية الموصوفة بالأفلاطونية في روايته «عبر النهر وبين الأشجار»، التي كتبها في كوبا خلال فترة خصامهِ مع ماري، ونُشِرت في عام 1950، وهي الرواية التي تعرضت لمراجعات سلبية. في العام التالي، على وقع غضبه من الاستقبال النقدي السلبي لروايتهِ «عبر النهر وبين الأشجار»، كتب مسودة روايته «الشيخ والبحر» في ثمانية أسابيع، واصفًا إياها بأنها كانت: «أفضل ما يمكنني كتابته على الإطلاق طوال حياتي». نُشرت «الشيخ والبحر» في 1 سبتمبر 1952، وهي الرواية التي ستصبح آخر عمل روائي بارز ينشِر له أثناء حياته. أختيرت «الشيخ والبحر» لتكون «رواية الشهر»، وجعلته من المشاهير العالميين، وأهلته للفوز بجائزة بوليتزر في مايو 1953، قبل شهر من مغادرته في رحلته الثانية إلى أفريقيا.
في عام 1954، أثناء وجوده في أفريقيا، أصيب همينغوي بجروح قاتلة تقريبًا في حادثتي تحطم منفصلتين ومتتاليتين لطائرتين كان على متنها مع زوجته ماري. حجز بداية، رحلة جوية لمشاهدة معالم المدينة فوق الكونغو البلجيكية لتكون هدية عيد الميلاد لماري. في طريقهما لتصوير «شلالات مورتشيسون» من الجو، اصطدمت الطائرة بعمود خدمات مُهْمَل، و«تحطمت في أدغال كثيفة». تضمنت إصابات همينغوي جرحًا في الرأس، بينما كُسِر ضلعان لماري. في اليوم الموالي، في محاولة منهما للوصول إلى مركز للرعاية الطبية في عنتيبي، استقل الزوجان طائرة ثانية انفجرت عند إقلاعها، ليصاب همينغوي بحروق وارتجاج آخر، كان من الخطورة بمكان ليتسبب في تسَرُّبِ السائل الدماغي الشوكي. وصلا في النهاية إلى عنتيبي ليجدا المراسلين يغطون «قصة وفاة همينغوي». أطَلَعَ المراسلين على حالتهِ الصحية بإيجاز وقضى الأسابيع القليلة التالية يتعافى ويقرأ مناعيه الخاطئة. على الرغم من إصاباته، رافق همينغوي نجله باتريك وزوجته في رحلة صيد مخطط لها في فبراير، لكن الألم جعله سريع الغضب وصعب الانسجام. بعد حين، اندلع حريق في الغابة، أصيب على إثره مرة أخرى، وشملت إصابته حروقًا من الدرجة الثانية في ساقيه وجذعه الأمامي وشفتيه ويده الشمال وزندهِ الأيمن. بعد أشهر في البندقية، أبلغت ماري بعض الأصدقاء عن حجم إصابات همينغوي ومداها: قرصان متصدعان، وتمزق في الكلى والكبد، وخلع في الكتف، وكسر في الجمجمة. قد تكون مجمل هذه الحوادث وما نتج عنها من إصابات جسدية، السبب الرئيس الذي عجل لاحقًا بتدهور الحالة الصحية لإرنست. بعد تحطم الطائرتين، ازدادت وتيرة شرب الكحول عند همينغوي، الذي كان «مُعاقرًا للكحول طوال معظم حياته»، حيث بدأ في «شربها أكثر من المعتاد للتغلب على آلام إصاباته».
في أكتوبر 1954، حصل همينغوي على جائزة نوبل في الأدب. صرّح بتواضع للصحافة أن كارل ساندبرغ وإسحق دنسن وبرنارد بيرينسون يستحقون الجائزة أكثر منه، لكنه قبل الجائزة المالية بكل سرور. يقول ميلو إن همينغوي «كان يطمع بجائزة نوبل»، ولكن عندما فاز بها، بعد شهور من حوادث طائرته والتغطية الصحفية العالمية التي تلت ذلك، «لا بد أنه كان هناك شك باقٍ في ذهن همينغوي بأن إشعارات النعي قد لعبت دورًا في قرار الأكاديمية». ولأنه كان يعاني من آلام الحوادث الأفريقية، قرر عدم السفر إلى إستوكهولم. بدلًا من ذلك، أرسل خطابًا ليُقرأ بالنيابة عنه، قال فيه:
| إرنست همينغوي | الكتابةُ، في أبهى صُورها، هي حياة وحيدة. تُخفِّفُ مؤسسات الكُتَّابِ من عُزلةِ الكاتب، لكنّي أشكُّ في أنها ستُحسِّن كتابته. يتعاظم هو في منزلته العامة حيث يتخلص من وحدته وفي كثير من الأحيان يتدهور عمله. عليه أن يواجه الخلود والعدم في كل يوم لإنجازهِ عمله منفردًا، إنْ كان كاتبًا جيدًا بما فيه الكفاية. | إرنست همينغوي |

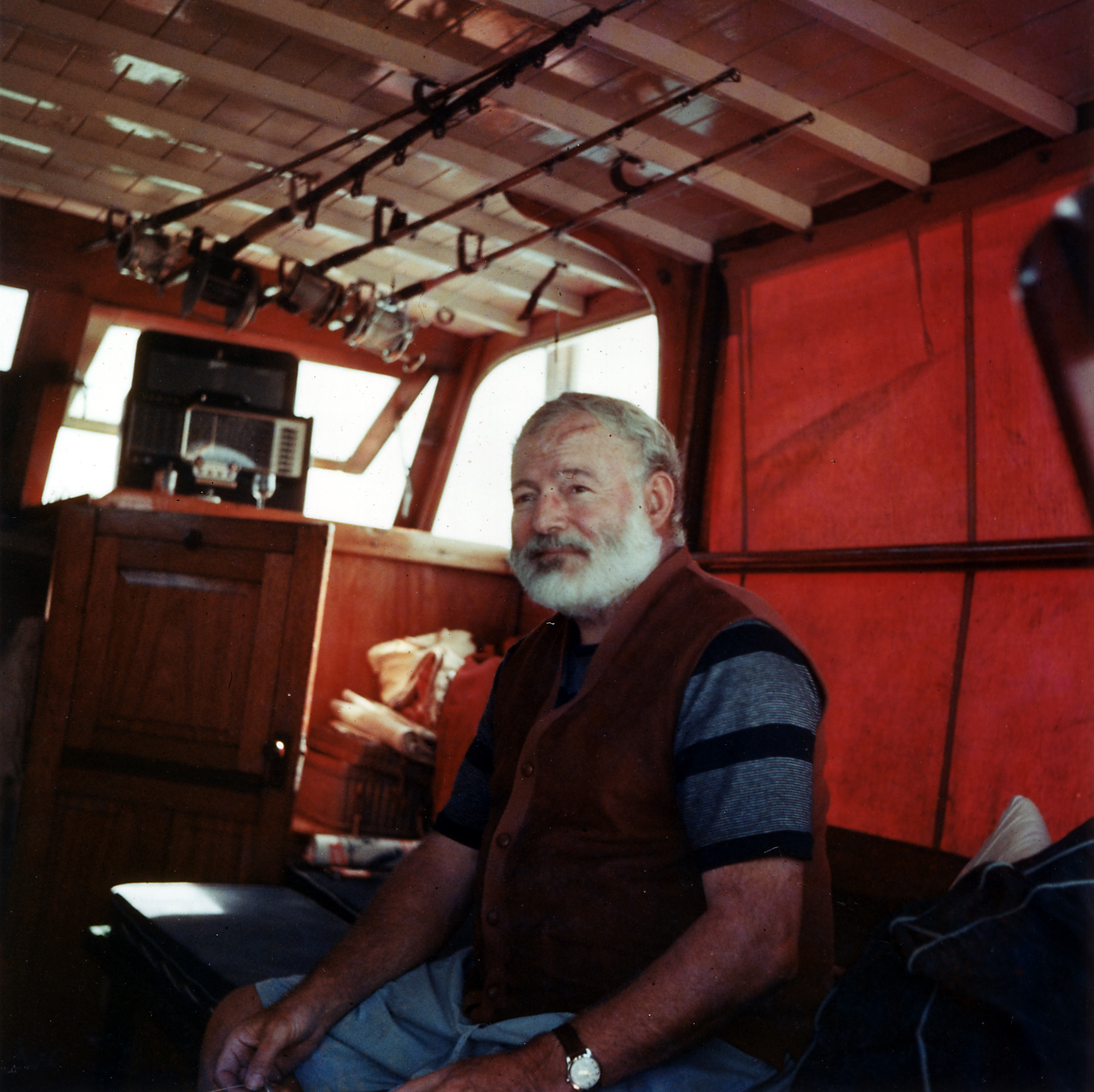
همينغوي في مقصورة قاربه «بيلار»، قبالة سواحل كوبا في خمسينيات القرن العشرين.

كان همينغوي طريح الفراش ما بين أواخر عام 1955 إلى أوائل عام 1956. طُلِب منه التوقف عن الشرب ليُخفّف من حدّة المُضاعفات الناجمة عن تشمع الكبد، وهي نصيحة التزم بها في بادئ الأمر، ثم تجاهلها بعد ذلك. في أكتوبر 1956، عاد إلى أوروبا والتقى بالكاتب الباسكي بيو باروخا، الذي كان يعاني من مرض خطير وتوفي بعد أسابيع. خلال الرحلة، مرض همينغوي مرة أخرى وتلقى علاجات للحدِّ من أعراض «ارتفاع ضغط الدم وأمراض الكبد وتصلب الشرايين».
في نوفمبر 1956، أثناء إقامته في باريس، ذُكِّر بالحقائب التي كان قد أودعها في فندق الريتز في عام 1928 ولم يعد لاسترجاعها طوال هذه السنوات. حين استعاد همينغوي الحقائب وفتحها، اكتشف أنها مليئة بدفاتر الملاحظات والمسودات التي يرجع تاريخها إلى سنواته الأولى في باريس. متحمسًا لهذا الاكتشاف، بدأ بإعادة صياغة ما استرد من أعمال ليُضمّنها في مذكراته التي سَمَّاها «عيد متنقل»، وذلك فور عودته إلى كوبا في أوائل عام 1957. كان قد أنهى بحلول عام 1959، فترة من النشاط المكثف: فرغ من كتابة «عيد متنقل» (كان من المقرر نشر السيرة في العام التالي)؛ وكتب «الحقيقة في ضوء الفجر» التي ناهز عدد كلماتها المائتي ألف (وهي رواية غير خيالية ولم يُكمل كتابتها، نشرها نجله باتريك في عام 1999)؛ وأضاف فصولًا إلى روايته «جنة عدن»؛ وعمل على ثلاثية قصصية نُشرت بعد وفاته رواية واحدة من ثلاثة فصول تحت عنوان: جزر في المجرى. الثلاثية القصصية حُفِظت في صندوق ودائع آمن في هافانا، بينما كان يضع لمساته الأخيرة على «عيد متنقل». يعتقد «مايكل رينولدز» أن إرنست خلال هذه الفترة انزلق نحو الاكتئاب، ولم يتمكن من التعافي منه أبدًا.
بدأ همينغوي غير مرتاحٍ في الحياة في كوبا بعد أن أصبح منزله «فينكا فيخيا» مقصدًا للزوار والسُّياح يوميًّا، وشرع بسبب ذلك في التفكير بالاستقرار بشكل دائم في أيداهو. في عام 1959، اشترى منزلًا يطل على «نهر بيغ وود» بالقرب من مدينة كيتشوم في مقاطعة بلايني في أيداهو مغادرًا كوبا، رغم أنه احتفظ كما بدأ في الإعلام بعلاقة وديّة مع حكومة كاسترو، وقد صرّح لصحيفة نيويورك تايمز حينذاك بأنه «مسرور» لأن كاسترو أطاح باتيستا.
في نوفمبر 1959، حط في كوبا عائدًا من بنبلونة، وذلك قبل أن يتجه غربًا إلى أيداهو، ثم عاد إلى كوبا مجددًا للاحتفال بعيد ميلاده الحادي والستين في يوليو 1960؛ لكنه في ذلك العام، حسم أمره مع ماري لمغادرة الجزيرة الكوبية بعد أن انتشرت أخبار تفيد بأن كاسترو ينوي مصادرة ممتلكات الرعايا الأجانب في كوبا، ومن ضمنها تلك العائدة للأمريكيين. في 25 يوليو 1960، غادر آل همينغوي كوبا نهائيًا، تاركين وراءهم مسودات وممتلكات فنية مودعة في خزانة أحد البنوك في هافانا. في عام 1961، أعلنت الحكومة الكوبية الاستيلاء العام على منزله «فينكا فيخيا» في جملة ما استولي عليها من أملاك الأمريكيين في أعقاب غزو خليج الخنازير، العملية الأمريكية الفاشلة التي كانت تهدف للإطاحة بكاسترو. كان منزل إرنست يضم ممتلكاته الشخصية، إضافة إلى مكتبتهِ التي جمعت ما بين «أربعة إلى ستة آلاف كتاب». رتّب الرئيس كينيدي لماري همينغوي السفر إلى كوبا، حيث قابلت فيدل كاسترو وحصلت بموجب ذلك اللقاء على مسودات زوجها ولوحاته، مقابل التنازل عن «فينكا فيخيا» إلى كوبا.

## أيداهو والانتحار

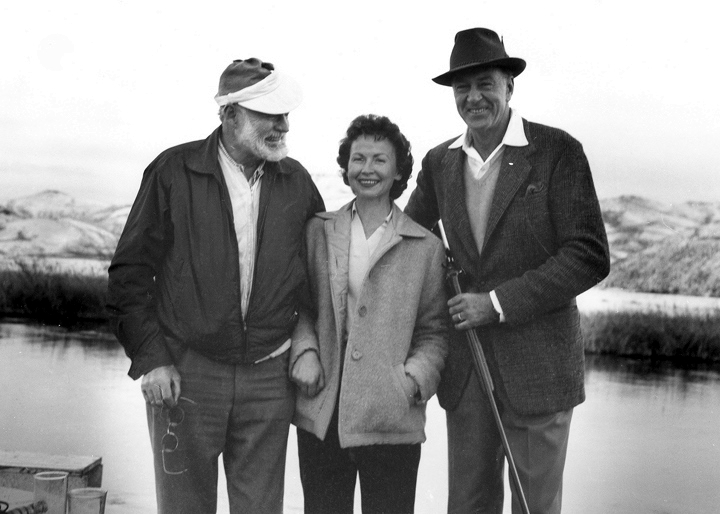
همينغوي في رحلة صيد طيور في سيلفر كريك، بالقرب من بيكابو في ولاية أيداهو في يناير 1959؛ بجانبه كل من «بوبي بيترسون» وغاري كوبر.

ظل همينغوي منشغلًا خلال خمسينيات القرن العشرين بإعادة صياغة سيرته الذاتية التي نُشرت لاحقًا تحت عنوان «عيد متنقل». وفي منتصف عام 1959، زار إسبانيا ضمن رحلة بحثية لكتابة سلسلة من مقالات عن رياضة مصارعة الثيران بتكليف من مجلة لايف. أرادت «لايف» منه أن يكتب مادة مكونة من عشرة آلاف كلمة فقط لا غير، لكن مسودة المادة البحثية خرجت عن نطاق السيطرة، بعد أن توسع بشكل خلاف المتوقع. لم يكن إرنست قادرًا على تنظيم كتاباته لأول مرة في حياته، لذلك طلب من «آرون إدوارد هوتشنر» السفر إلى كوبا لمساعدته. ساعده هوتشنر في تقليص مادة «لايف» إلى أربعين ألف كلمة، ووافقت دار «إسكريبنرز» على نشر نسخة كاملة من المادة، التي بلغت نحو مائة وثلاثين ألف كلمة، وهي النسخة التي لم ترَ النور إلا في عام 1985 - وذلك بعد وفاته - وعنونت باسم الصيف الخطير، بعد أن لُخِصت في خمس وسبعين ألف كلمة، في حين نشرت «لايف» المادة على ثلاث حلقات في سبتمبر 1960. وجد هوتشنر أن همينغوي قد غدا «مترددًا وغير منظم ومرتبك على خلاف طبيعته»، كما أصبح يعاني بشدّة من ضعف بصره.
أقام مكتبًا صغيرًا في شقته في مدينة نيويورك وحاول العمل، لكنه غادر بعد فترة وجيزة. ثم سافر وحده إلى إسبانيا لحضور جلسة تصوير لنشرها على غلاف مجلة «لايف». بعد أيام قليلة، أفادت أنباء أنه «مريض بشكل خطير وعلى وشك الموت»، الأمر الذي أصاب ماري بالذعر حتى تلقت منه برقية نافية لتلك الشائعات، جاء في نصها:
| إرنست همينغوي | تقارير كاذبة. في الطريق إلى مدريد. مع حبي البابا. | إرنست همينغوي |

في الواقع، بلغ مرضه مستويات متقدمة من الخطورة، واعتقد هو نفسه أنه على وشك الانهيار. دفعته الوحدة إلى أن يظل حبيس سريره لأيام عدة، منكفئًا على نفسه، رغم المراجعات النقدية الجيدة التي تلقتها الأجزاء الأولى من «الصيف الخطير» التي نُشرت في مجلة «لايف» في سبتمبر 1960.
في أكتوبر، غادر إسبانيا متوجهًا إلى نيويورك، حيث رفض مغادرة شقة ماري، لاعتقادهِ أنه تحت المراقبة. سرعان ما حزمت ماري أغراضهما وغادرت نيويورك باتجاه أيداهو، حيث التقى بهما الطبيب «جورج سافييرز» في القطار.
في ذلك الوقت، كان همينغوي دائم القلق بشأن سلامتهِ الشخصية ووضعه المالي. كان قلقًا بشأن ضرائبه وأنه لن يعود أبدًا إلى كوبا لاستعادة مسوداته التي أودعها في أحد البنوك. راودته شكوك في أن مكتب التحقيقات الفيدرالي كان يراقب بنشاط تحركاته في كيتشوم. في الواقع، فتح مكتب التحقيقات الفيدرالي ملفًا بشأنه خلال الحرب العالمية الثانية، حين استخدم إرنست زورقه «بيلار» لإجراء دوريات بحرية قبالة سواحل كوبا. كان لدى جون إدغار هوفر، رئيس التحقيقات الفيدرالي عميلًا مُجندًا خاصًا ليراقب تحركات همينغوي خلال خمسينيات القرن العشرين في هافانا.
في نهاية نوفمبر 1960، طلبت ماري من «سافييرز» أن يسافر بدلًا عنها مع همينغوي إلى مصحة مايو كلينك في ولاية مينيسوتا ليرافقه عند تلقي علاجات ارتفاع ضغط الدم، حيث أخبر إرنست بذلك، نظرًا لعدم قدرة ماري على رعاية زوجها. علم مكتب التحقيقات الفيدرالي أن همينغوي تواجد حينذاك في مايو كلينك، وفقًا لوثيقة كُتِبت في يناير 1961 من قبل أحد عملاء المكتب.
أدخل همينغوي المستشفى تحت اسم مستعار هو «سافييرز»، للحفاظ على خصوصيته وسرية هويته. كتب مايرز أن «هالة من السرية أحاطت بملف همينغوي في مايو»، مع تأكيد على أنه عولج بالتخليج الكهربائي ما يصل إلى 15 مرة في ديسمبر 1960، ثم «أفرج عنه مُحطمًا» في يناير 1961. حصل رينولدز على إمكانية الوصول إلى السجلات همينغوي الطبية في مايو كلينك، والتي توثق عشر جلسات للعلاج بالصدمات الكهربائية. أخبر الأطباء في روتشستر همينغوي أن حالة الاكتئاب التي كان يعالج منها ربما تكون ناجمة عن استخدامه طويل الأمد لعقاري ريزيربين وريتالين.
عاد همينغوي إلى «منزله في كيتشوم» في أبريل 1961، بعد أن أُذِن له في مغادرة مايو كلينيك في أعقاب ثلاثة أشهر من إدخالهِ إليها. ذات صباح في المطبخ، وجدت ماري «همينغوي حاملًا بندقيته»، لتتصل حينها بالطبيب «جورج سافييرز»، الذي باشر بتخديره ثم أدخله إلى مستشفى صن فالي مؤقتًا ريثما تعتدل الأجواء؛ وبمجرد ما تحسّن الطقس، طار سافيرز مرة أخرى إلى روتشستر مع مريضه. خضع همينغوي لثلاث جلسات علاج بالصدمات الكهربائية خلال تلك الزيارة. أذِن له مجددًا بالخروج من المستشفى والعودة إلى منزله في كيتشوم في 30 يونيو، حيث أطلق في أعقابها النار على نفسه «متعمدًا» ببندقيته المفضلة في الساعات الأولى من صباح 2 يوليو 1961. سجل التحقيق الجنائي أن إرنست نزل إلى مخزن منزله في الطابق السفلي حيث يحتفظ بأسلحته حيث تناول السلاح، ثم صعد إلى بهو المدخل الأمامي في الطابق العلوي، ليطلق النار على نفسه «ببندقية الصيد ذات الماسورة المزدوجة التي كان كثيرًا ما يستخدمها وربما كانت صديقته»، على حدِّ وصف ميلو.
اضطر المسعفون إلى تخدير ماري التي تعرضت لانهيار عصبي بعد حادث الانتحار ونُقِلت على إثره إلى المستشفى، لتعود إلى المنزل في اليوم التالي، حيث نظفته وأشرفت على ترتيبات الجنازة والسفر. أعلنت ماري للصحافة آنذاك أن وفاة همينغوي كانت عرضية. وصفت «بيرنيس كيرت» بأن ماري «لا يبدو لها أنها كانت تتعمّد الكذب» من وراء ذلك. في مقابلة صحفية بعد خمس سنوات، أكدت ماري أن همينغوي قد أطلق النار على نفسه.

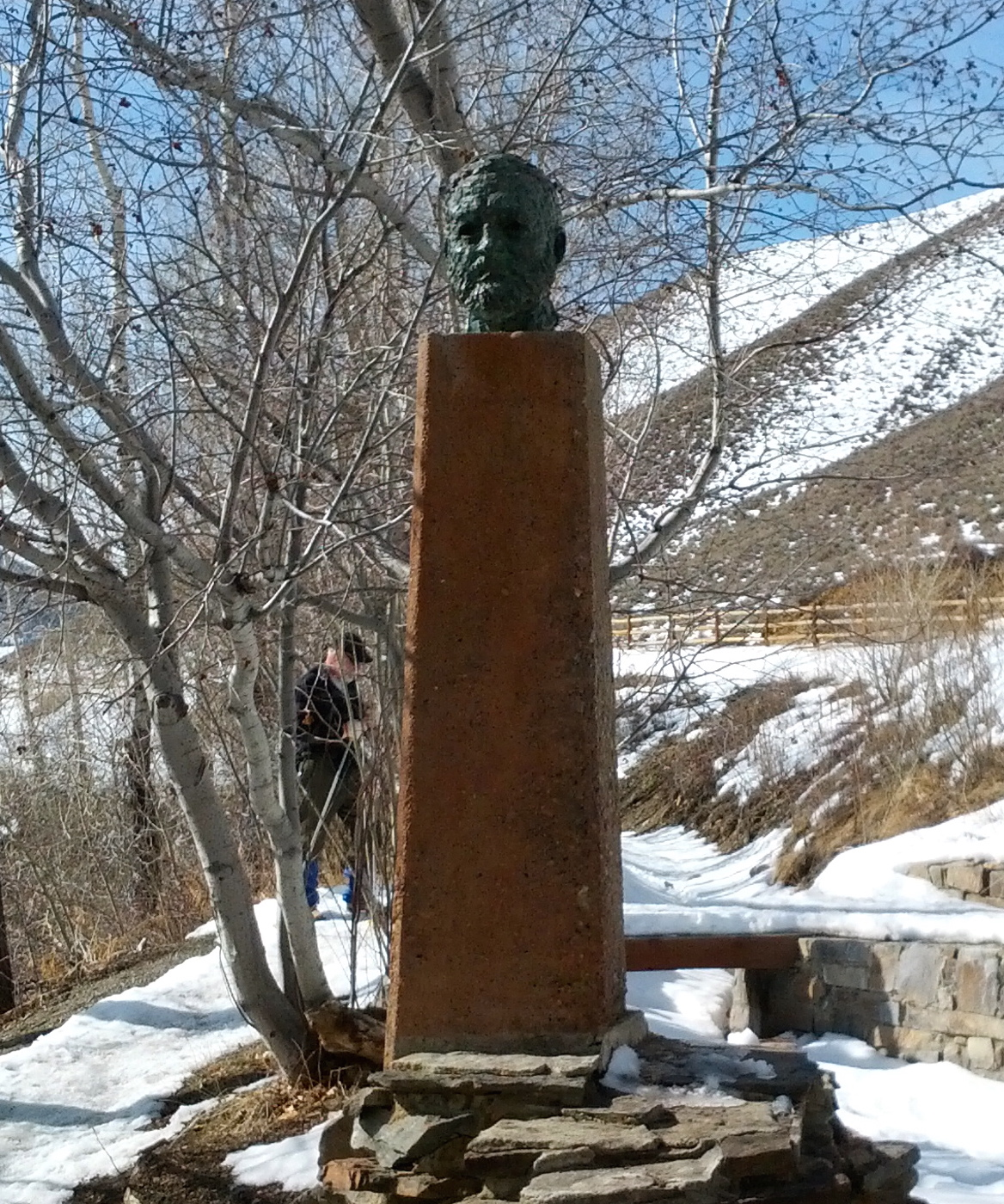
نُصب تذكاري لهمينغوي شمال صن فالي.

سافر أفراد العائلة والأصدقاء إلى كيتشوم لحضور جنازتهِ التي أجرى مراسمها قس كاثوليكي محلي، اعتقد أن وفاة همينغوي عرضية. تعرّض فتى المذبح للإغماء على رأس التابوت أثناء مراسم الجنازة التي انتهت بدفن جثمانه في مقبرة كيتشوم. وصف ليستر، شقيق همينغوي الأصغر تلك المراسم بأنها مُرضية، قائلًا: «بدا لي أن إرنست كان سيوافق على كل شيء».
تشابه سلوك همينغوي خلال سنواته الأخيرة مع سلوك والده قبل أن ينتحر الأخير؛ يُعتقد أن والده كان مصابًا بداء الاصطباغ الدموي الوراثي، حيث يؤدي التراكم المفرط للحديد في الأنسجة إلى تدهور عقلي وجسدي. أكدت السجلات الطبية التي توفرت في عام 1991 أن همينغوي قد شُخِص بداء ترسب الأصبغة الدموية في أوائل عام 1961. من جانب متصل، قتلت شقيقته أورسولا وأخوه ليستر نفسيهما، وهو ما عزّز فرضية وجود مشاكل جينية لدى الأسرة تؤدي إلى حالة تدهور عقلي ومعاناة نفسية تنتهي بالانتحار. ظهرت فرضيات أخرى لتفسير تدهور الصحة العقلية لهمينغوي، منها أن الارتجاجات المتعددة التي تعرّض خلال حياته ربما تسببت في إصابته باعتلال دماغي رضحي مزمن، مما أدى إلى انتحاره في نهاية المطاف. بلغت صحة همينغوي من الاعتلال مستويات أكثر شدة بسبب إفراطه في شرب الكحول على مدار حياته.
نُصب تذكاري لهمينغوي شمال صن فالي منقوش على قاعدته تأبينٌ كتبه همينغوي لصديق قبل عقود عدة من وفاة الأخير:
| إرنست همينغوي | أفضلُ ما في الأمر أَنَّهُ أحبَّ الخريف صفر الأوراق على الحور القطني تسبح الأوراق فوق جداول السَّلْمون المُرقَّطِ وفوق التِّلالِ السَّماوات السَّاكنة الزرقاء العالية ...الآن سيكون جُزءًا منها إلى الأبد. | إرنست همينغوي |

## أسلوبه في الكتابة
كتبت صحيفة نيويورك تايمز في عام 1926 عن رواية همينغوي الأولى: «لا يوجد قدر من التحليل يمكن أن يصف جودة رواية ثم تشرق الشمس. إنها قصة أخَّاذة حقًا، تُروى في نثر مَحْكي مُوجَز بَليغ مَرِنٍ يتفوق على اللغة الإنجليزية الأدبية». كُتِبت «ثم تشرق الشمس» بلغة نثرية غنية محكمة جعلت همينغوي مشهورًا، ووفقًا «لجيمس نيغل» غيّرت لغة همينغوي: «طبيعة الكتابة الأمريكية»، وهو السبب الرئيس الذي جعل همينغوي يفوز بجائزة نوبل للآداب في عام 1954، إذ قالت لجنة منح الجائزة إنه استحق الجائزة نظير «سيادتهِ في فن السَّرد، الذي ظهر مؤخرًا في الشيخ والبحر، وللتأثير الذي تركه على الكتابة المعاصرة».
يعتقد الناقد الأدبي الأمريكي هنري لويس غيتس أن أسلوب همينغوي قد تشكل بشكل أساسي «كرد فعل على تجربته في الحرب العالمية [الأولى]». بعد الحرب العالمية الأولى، فقد همينغوي وغيره من الحداثيين «الثقة في المؤسسات المركزية للحضارة الغربية وكان الأدب أحد هذه المؤسسات»، وتمثلت ردة فعل الحداثيين بخلق أسلوب جديد مُغاير للأسلوب المُنمَّق والمُسْهِب لكُتَّاب القرن التاسع عشر، أسلوب «يُبنى فيه المعنى من خلال الحوار، من خلال الأحداث، والصمت»، وهو «خيال [قد] لا يتضمّن شيئًا بالغ الأهمية - [إلّا إنه] على أقل تقدير مُحدَّدٌ بَيِّن»، على حد وصفهِ.
غالبًا ما استخدم همينغوي في أعماله تراكيب نحوية وأسلوبية من لغات أخرى غير الإنجليزية. درس النقاد «آلن جوزيفس» و«ميمي غلادستاين» و«جيفري هيرليهي ميرا» التأثير الذي كان للغة الإسبانية على نثر همينغوي، وهي التي كانت تظهر تارة حين يُضمّن نصوصه مفردات من لغات أخرى على لسان شخصياتهِ، خاصة الإسبانية منها كما في رواية «الشيخ والبحر» و«لمن تقرع الأجراس»، وكانت تُكتب بخط مائل للإشارة إلى اختلافها اللغوي، وتظهر تارة أخرى على شكل مفردات مترجمة حرفيًا إلى الإنجليزية، تكون غالبًا متباينة ومتداخلة المعنى بين الإنجليزية واللغة الأخرى. كما أنه غالبًا ما كان يستخدم التورية ثنائية اللغة ويتلاعب بالألفاظ المتداخلة عبر اللغات ويستغلها بوصفها أدوات أسلوبية، وهو ما منح نصوصه مضمونًا تاريخيًا وثقافيًا، أقرب إلى طبيعة الشخصيات والمجتمعات التي كتب عنها.
من جانب آخر، يعتقد جاكسون بنسون أن همينغوي استخدم تفاصيل سيرته الذاتية بوصفها أدوات تأطير، ليس فقط حول حياته فحسب، بل حول الحياة بشكل عام. على سبيل المثال، يفترض بنسون أن همينغوي استخدم تجاربه واستخلصها بسيناريوهات «ماذا لو»:
| إرنست همينغوي | * ماذا لو أصبتُ [في الحرب] إصابة لم أستطع إثرها النوم في الليل؟ - ماذا لو أصبت [في الحرب] إصابة أدت بي إلى الجنون؟ - ماذا لو أُعِدتُ إلى الجبهة؟ | إرنست همينغوي |

| لو أن كاتب النثر يعرف ما يكفي عمّا يكتب فربما يُسقط أشياءً يعرفها هو والقارئ، وإن كان يكتب بصدقٍ كافٍ فسوف يكون لديه -أي القارئ- شعور قويًا بهذه الأشياء وكأن الكاتب قد ذكرها، فوقار حركة الجبل الجليدي يرجع إلى أن ثمنه فقط هو الذي يظهر فوق الماء. الكاتب الذي يُسقط أشياء لأنه ليس على دراية بها يُشكل فجوات في كتابته. |
| —إرنست همينغوي - موت في الظهيرة |

يعتقد بيكر أن همينغوي، نظرًا لأنه كان في بدايته كاتبًا للقصص القصيرة، تعلم: «تحقيق الاستفادة القصوى [من المعاني والمفردات] بأقل ما هو متاح [منها]، وكيفية تشذيب اللغة، وكيفية مضاعفة تكثيف المعنى، وكيفية قول الحقيقة ولا شيء غير الحقيقة، بطريقة تتيح [للقارئ فهم] ما هو أكثر من الحقيقة». أطلق همينغوي على أسلوبه هذا اسم نظرية الجبل الجليدي، ومفادها أن الحقائق تطفو فوق سطح الماء، بينما تأخذ البنية الداعمة والرمزية شكلًا آخر بعيدًا عن الأنظار. يشار أحيانًا إلى نظرية الجبل الجليدي باسم «نظرية الإسقاط». اعتقد همينغوي أن الكاتب يمكن أن يصف شيئًا محددًا بإيجاز دون الحاجة إلى وصف ما يحدث من أشياء مختلفة تمامًا تحت السطح. على سبيل المثال، استخدم همينغوي في قصة «النهر الكبير ذو القلبين»، نظريته من خلال جعل بطل القصة نِك آدمز يركز على الصيد إلى الحد الذي لم يضطر فيه إلى التفكير بأي شيء آخر، مثل المأساة التي واجهها في الحرب حسبما يشير «تشارلز أوليفر» في كتابه «إرنست همينغوي من الألف إلى الياء: المرجع الأساسي للحياة والعمل». كتب بول سميث أن قصص همينغوي الأولى، التي نُشِرت في مجموعته القصصية الأولى «في وقتنا»، أظهرت أنه كان لا يزال يجرب أسلوب كتابته، ولم يصل بعد إلى شكلها المثالي. لقد تجنب استخدام أساليب لغوية مُعقّدة، وكانت نحو سبعين بالمائة من تراكيب جملهِ عبارة عن جمل بسيطة مثل جمل الأطفال، وابتعد عن الحشو.
يشير همينغوي في كتابهِ «فن القصة القصيرة» الذي نُشر بعد وفاته: «عليَّ أن أجد بضعة أمور حتى أكون أمينًا. ستقوى القصة إنْ أهملتُ أمورًا أو أحداثًا هامة أنت تدركها. لكنك إذا أهملت شيئًا ما أو تخطيته لأنك لا تعرفه فإن قصتك ستصبح بلا قيمة. فاختبار أي قصة يكون من خلال قيمة المواد التي تسقطها أنت لا محرروك.»
| كنا نقطن في أواخر صيف ذلك العام في منزل بقرية تطلُّ عبر النهر والسهل على الجبال. كانت هناك حصى وحجارة في قاع النهر، أحالت الشمس لونها إلى بياض، وكانت المياه صافية تنطلق رشيقة زرقاء في القنوات. مرت القوات من المنزل نزولًا إلى الطريق فغطي الغبار الذي تثيره الأشجار. — إرنست همينغوي، مقدمة «وداعًا للسلاح»، تظهر استخدامه لحرف العطف «الواو» بدلًا من الفاصلات. |
| —مقدمة الصفحة الأولى من «وداعًا للسلاح». |

تعتقد «زوي ترود» أن بساطة النثر خدَّاعة وهو ما توصّل إليه همينغوي حين ابتكر هيكلية جملهِ من ملاحظة هنري جيمس عقب الحرب العالمية الأولى التي قال فيها: «استُهلِكت الكلمات». وترى ترود أن همينغوي قدم واقعًا تصويريًا «متعدد المحاور»، وأنه اعتمد في بناء أعماله على الإسقاط الذي أشار إليه في نظريته، نظرية الجبل الجليدي، إسقاط بنى جملًا قائمة بذاتها من دون الروابط التابعة، ما جعل جملهِ الأساسية في غنى عن جمل تابعة توضحها. كذلك، نمط «الصور الآنية» الذي اعتمده خلق مزيجًا من الصور الجديدة. حذف عددًا من علامات الترقيم الداخلية، مثل النقطتين والفاصلة المنقوطة والشرطات والأقواس، لصالح جمل تصريحية مقتضبة. اعتمدت الجمل في أسلوبه على بعضها البعض، لخلق تصورات من مُجمَل الأحداث. احتوت كل قصة من قصصه على خيوط متعددة، تربط «النص المضمن» بزاوية مختلفة. كما أنه استخدم تقنيات سينمائية أخرى مثل «القطع» بسرعة من مشهد إلى آخر بطريقة خلّاقة أو «وصل» مشهد بمشهد آخر بنفس الطريقة. أتاح الحذف المتعمد للقارئ بابًا لملء الفراغ، وكأنه يستجيب لتعليمات المؤلف ويخلق نثرًا ثلاثي الأبعاد.
اعتاد همينغوي على استخدام حرف العطف «الواو» بدلًا من الفاصلات. سمح استخدامه لأسلوب الوصل بتسلسل الأحداث دون انقطاع مما أعطاها طابعًا آنيًا. استخدم همينغوي جملهِ هذه «ذات الوصل البلاغي» أو «متعددة حروف العطف» لربط الرؤى والصور معًا بشكل بديع، وهو ما فعله لاحقًا باستخدام الجمل التابعة. يقارن بنسون هذه التراكيب بتركيبة قصائد الهايكو اليابانية، التي تتألف من بيت واحد فقط، يحاول الشاعر من خلالهِ وبمفردات بسيطة ومقتضبة التعبير عن مشاعر جياشة وعميقة. أساء العديد من أتباع همينغوي تفسير أسلوبه، حيث ذهبوا بعيدًا في لجم كل التعبيرات العاطفية. سخر سول بيلو من هذا الأسلوب بقوله: «هل لديك مشاعر؟ اخنقها». ومع ذلك، لم يكن همينغوي يعمد إلى إهمال المشاعر، ولكنه هدف إلى تصويرها بطريقة أكثر علمية. اعتقد همينغوي أنه سيكون من السهل، وغير المجدي، وصف المشاعر. نحت تراكيب صور ليتيح فهم «الشَّيء الأصيل»، ويعني بهِ: «تسلسل الأحداث والوقائع التي وَلَّدت المشاعر، وهو ما سيكون صالحًا بعد عام أو عشرة أعوام، أو دائمًا إذا ما واتاك الحظ وعرضتها بشكل مُقنع» على حدِّ وصفهِ. هذا الاستخدام للصورة باعتباره معادلًا موضوعيًا هو سمة من سمات عزرا باوند، وتي. إس. إليوت، وجيمس جويس، ومارسيل بروست. تشير رسائل همينغوي إلى رواية البحث عن الزمن المفقود لبروست عدة مرات على مر السنين، وتشير إلى أنه قرأ الكتاب مرتين على الأقل.

## الموضوعات
نالت أعمال همينغوي شهرة واسعة نظرًا إلى الموضوعات التي تناولها، وقد تمحورت أعماله في معظمها حول الحب والحرب والسفر والطبيعة والخسارة، وكلها مواضيع رئيسة في الأدب الأمريكي، وانعكست بقوة في أعمال همينغوي. غالبًا ما كتب همينغوي عن الأمريكيين في المهجر. كتب «جيفري هيرليهي» في كتابه «قومية همينغوي المغتربة»: «في ست من الروايات السبع التي نُشرت خلال حياته»، كان «بطل الرواية غريبًا متعدد اللغات والثقافات». يسمي هيرلي هذا البطل «بنموذج همينغوي العابر للقومية» ويرد ذلك إلى البيئة الأجنبية التي كُتبت فيها تلك الروايات، حيث يقول: «بعيدًا عن كونها مجرد خلفيات غريبة أو بيئات عالمية، هي عوامل محفزة لطبيعة الشخصية». يرى الناقد الأمريكي ليزلي فيدلر أن همينغوي استحضر «أرض الميعاد» أو «الأرض المقدسة» التي أصبح الغرب الأمريكي يوصف بها من قبل الأمريكيين الأوائل الذين هاجروا إليها، لتشمل الجبال في إسبانيا، وسويسرا، وأفريقيا، وتمتد وصولًا إلى أنهار ميشيغان، وهي أراضٍ جعلها همينغوي مَحَجًا وقبلةً للخلاص. رمز همينغوي إلى الغرب الأمريكي «بفندق مونتانا» في روايتي ثم تشرق الشمس ولمن تقرع الأجراس.
أمّا الطبيعة في أعمال همينغوي، فهي مكان للانبعاث والراحة وفقًا لكل من «بن إستولتزفز» وفيدلر، المكان الذي يواجه فيه الصياد لحظة من التسامي في اللحظة التي يقتل فيها فريسته، مكان خالٍ من نساء، يصطاد فيه الرجال ويجدون فيه خلاصهم.
يُمكن مشاهدة الطبيعة في الكثير من أعمال همينغوي التي تمثل في جوهرها الطبعانية الأمريكية، حيث تصف «سوزان بيغل»، همينغوي بأنه عالم بيئي أمريكي، تضمنت أعماله مثل قصة «النهر الكبير ذو القلبين» أوصافًا تفصيلية للطبيعة.
على الرغم من أن همينغوي كتب عن الرياضات، مثل صيد الأسماك على سبيل المثال، إلا إن «كارلوس بيكر» يرى أن تركيز همينغوي كان دائمًا ينصب على الرياضي أكثر من الرياضة نفسها.
انشغل همينغوي كذلك بموضوع المرأة في معظم أعماله، ويعتقد فيدلر أن همينغوي عكس الآية وقلب المفهوم الرائج في الأدب الأمريكي حول ثابت «المرأة المظلمة» الشريرة مقابل «المرأة النورانية» الطيبة. «بريت آشلي»، المرأة المظلمة في ثم تشرق الشمس إلهية أو بمعنى آخر امراة فاتنة طيبة تتصرّف بشكل نبيل، بينما المرأة النورانية «مارغوت ماكومبر» في حياة فرانسيس ماكومبر السعيدة القصيرة تصبح قاتلة. يقول الناقد الأدبي الأمريكي «روبرت سكولز» إن قصص همينغوي المبكرة، مثل «قصة قصيرة جدًا»، قدمت «الشخصيات الذكورية بشكل إيجابي والنسائية على نحو سلبي». وفقًا للناقدة «رينا ساندرسون»، أشاد نقاد همينغوي الأوائل بعالمهِ الذي يسبح في فلك الرجال، وهي أعمال وصفتها بأنها نهجت نهجًا ذكوريًا وقُسِمت فيها الشخصيات النسائية ما بين «عقيمات أو جوارٍ للحب» على حدِّ تعبيرها. هاجم بعض النقاد النسويين همينغوي ووصفوه بأنه «عدو المجتمع الأوّل»، على الرغم من أن عمليات إعادة المراجعة لأعمالهِ مؤخرًا «قدّمت رؤية جديدة لشخصيات همينغوي النسائية (ونقاط قوتها) وكشفت عن حساسيته تجاه قضايا النوع الاجتماعي، وبالتالي ألقت بظلال من الشك على الآراء القديمة التي اتهمت أعماله بأنها ذات نظرة شمولية ذكورية»، وفي هذا السياق «نينا بايم» تعتقد أن إعادة قراءة شخصيتي بريت آشلي ومارغوت ماكومبر، تكشف أنهما «المثالان البارزان على نساء همينغوي المُتحرّرات».
من جانب آخر، كان موضوع الموت ماثلًا في أعمالهِ منذ البدايات، منذ «المخيم الهندي»، أوّل قصة قصيرة نشرها في عام 1924، وهو الموضوع الذي أطبق على أعمال همينغوي بشكل كامل. يعتقد «فيليب يونغ» أن التركيز في «المخيم الهندي» لم يكن على المرأة التي تلد أو الأب الذي يقتل نفسه، بل على نِك آدامز، الطفل الذي يشهد هذه الأحداث، ويصبح «شابًا عصبيًا يعاني من ندوب عميقة». يعتقد يونغ أن «المخيم الهندي» شكلت شخصية آدامز، ويزعم أن القصة حملت في طياتها «المفتاح الرئيس» للإجابة على سؤال: «ما الذي كان يضمُره المؤلف وبِمَ كان يخطط للقيام به طوال خمسة وثلاثين عامًا من حياته المهنية؟» يعتبر «إستولتزفز» أن أعمال همينغوي أكثر تعقيدًا من ذلك، وأن الحقيقة المتأصلة في الوجودية تتكشّف لحظة الموت، إذ يتحقّق «الخلاص» عند همينغوي في تلك اللحظة إذا ما تُبُنِّيت «العدمية». يعتقد همينغوي أن أولئك الذين يواجهون الموت بكرامة وشجاعة يعيشون حياة حقيقية. يموت «فرانسيس ماكومبر» سعيدًا لأن الساعات الأخيرة من حياته كانت أصيلة وحقيقة؛ يمثل الماتادور في مصارعة الثيران ذروة الحياة الأصيلة التي يعيشها المرء. كتب «تيمو مولر» في مقالة بعنوان «استخدامات الأصالة: همينغوي والساحة الأدبية» أن روايات همينغوي ناجحة لأن شخصياتها تعيش «حياة أصيلة»، و«الجنود والصيادون والملاكمون ورجال الطبيعة هم من بين النماذج الأوليّة للأصالة في الأدب الحديث».
يسود موضوع «الإخصَاء» أعمال همينغوي، لا سيما في قصة «رحمكم الله أيها السادة السعداء»، ورواية ثم تشرق الشمس. يُمثّل «الخِصاء» وفقًا لفيدلر، سمة مميزة لدى جيل من الجنود الجرحى العائدين من الحرب الذين وجدوا أنفسهم بإزاء جيل آخر من النساء مثل «بريت آشلي»، حصلن على التحرر وأصبحن يتصرفن مثل الرجال. ينطبق هذا أيضًا على الشخصية الثانوية، «فرانسيس كلاين»، صديقة «روبرت كوهن» التي ظهرت في بداية «ثم تشرق الشمس». تدعم شخصيتها هذه الفكرة ليس فقط لأن «العنة» عُرِضت في وقت مبكر من أحداث الرواية، ولكن أيضًا للتأثير الذي أحدثته على كوهن منذ تلك الأحداث، رغم أنها ظهرت لعدد محدود فقط من المرات. في قصة «رحمكم الله أيها السادة السعداء»، حدث الإخِصاء فعليًّا بدوافع دينية.
من جانب آخر، يعتقد بيكر أن أعمال همينغوي تنزع دائمًا نحو «الفِطرة» مقابل «الشذوذ». في قصة «الأنشودة الألبية»، مثلَ التزلج في الريف المرتفع في أواخر فصل الربيع، «شذوذًا» قارن «شذوذ» الفلاح الذي تلكَّأ في دفن زوجته وأبقى على جثتها لفترة طويلة في السقيفة خلال فصل الشتاء. ينزل المتزلجون والفلاح في نهاية الأمر إلى النبع «الطبيعي» في الوادي للخلاص.
يحتل الطعام والشراب مكانًا بارزًا في العديد من أعمال همينغوي. في قصته القصيرة النهر الكبير ذو القلبين، يصف همينغوي نِك آدمز الجائع وهو يطبخ علبة لحم وفاصوليا مع علبة معكرونة في قدر ثقيل من الحديد الزهر فوق النار. يمثل هذا الفعل البدائي في تحضير الطعام في العزلة داخل الطبيعة عملًا تصالحيًا يُعيد من خلاله جمع شتاتهِ في فترة ما بعد الحرب، وهي إحدى أشهر مَرويَّات همينغوي للمرحلة.
يصف بعض النقاد الحداثيين المتأخرين أعمال همينغوي بأنها تفتقر إلى «التعددية الثقافية». ظهرت هذه الموجة النقدية المتأخرة من منظور سياق اجتماعي وثقافي حداثوي، بعد عقود عدّة من وفاة همينغوي وبعد أكثر من نصف قرن من نشر أولى رواياته. أجرت «سوزان بيغل» بحثًا تحليليًا نشرته بعنوان «الاستقبال النقدي» في عام 1996، بُنيَّ على دراسة أربعة عقود من المراجعات النقدية لأعمال همينغوي، حيث خَلُصَت إلى أن هؤلاء النقاد، لا سيّما من كتب في ثمانينيات القرن العشرين، تجاهلوا ببساطة حقيقة همينغوي، خاصة رسائله التي ردَّ فيها تهم العنصرية. أوردت بيغل أحد النماذج النقدية التي كتبها أحد النقاد عن رواية ثم تشرق الشمس، حيث أشار إلى أن همينغوي: «لا يدع القارئ ينسى أبدًا أن كوهن يهودي، وليس شخصًا قميئًا صودف أنه يهودي، بل شخص قَمِيءٌ لأنه يهودي». وفقًا لبيغل، تركّزت تلك الانتقادات على أن أعماله تعادي المثليين ومنحازة عرقيًا وتزدري المرأة لأن همينغوي كان كذلك، ولم يلتفت هؤلاء النقاد إلى أن تلك الأعمال ما هي إلا نماذج عاكسة للحقبة الاجتماعية التي كُتِبت فيها. في تقييم شامل لأعماله، كتبت بيغل أن همينغوي: «في جميع أعماله الخيالية الرائعة، كتب بصدق عن المخاوف البشريَّة، والمعصيَّة، والخيانة، والعنف، والوحشيَّة، والسكر، والجوع، والجشع، واللامبالاة، والنشوة، والحنان، والحب، والشهوة.»
يعتقد الباحث «مايكل ريوبوينو» في دراسة نُشرت في عام 2012، أن همينغوي حاول من خلال مؤلفاته أن يُفكّك بعمق الخطاب الاجتماعي الضيّق والمغالطات العنصرية والتمييز بين الرجل والمرأة.

## التأثير والإرث

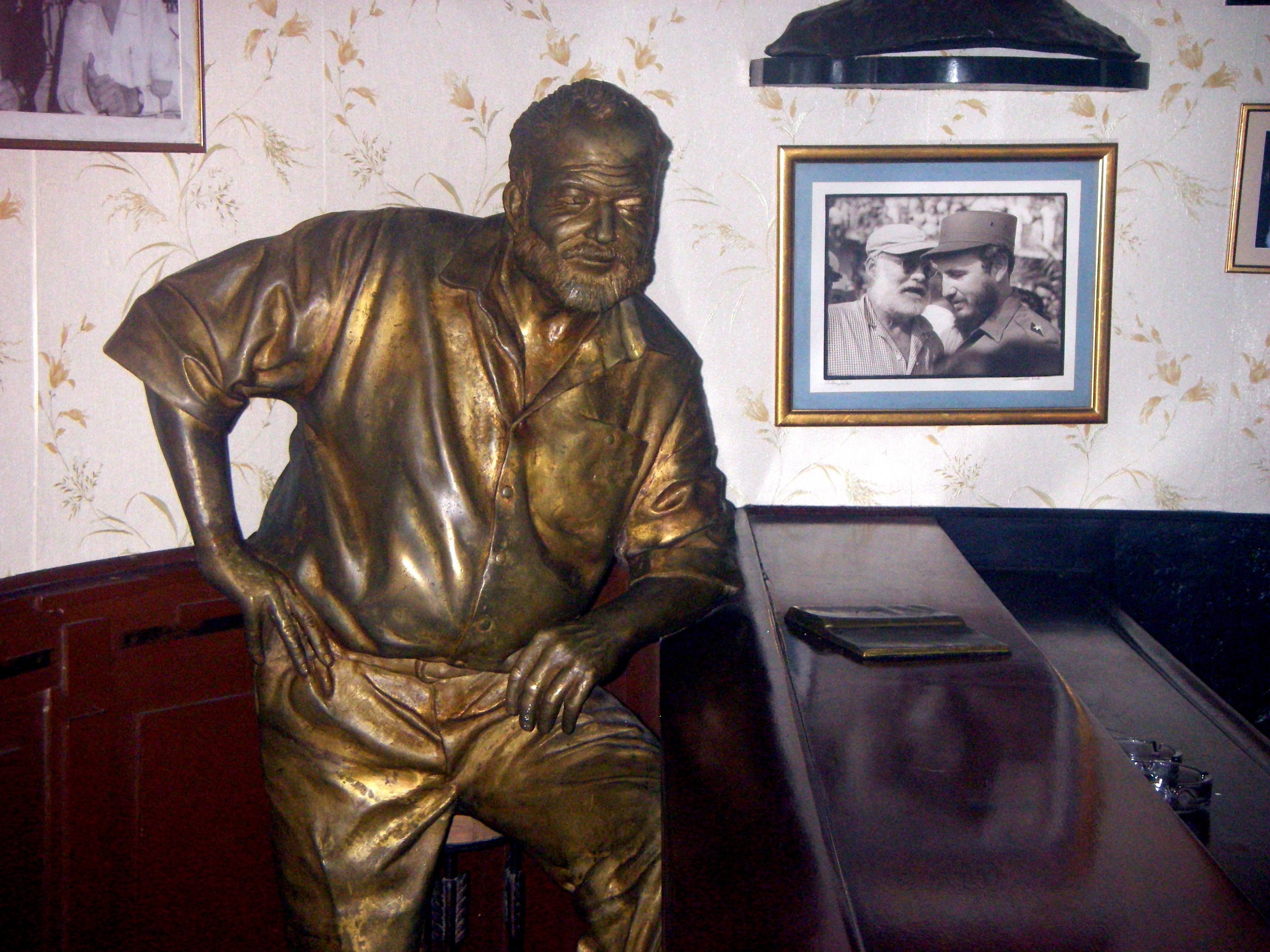
تمثال بالحجم الطبيعي لهمينغوي نحته «خوسيه فيلا سوبيرون»، وهو موضوع في مطعم «إل فلوريديتا» التاريخي في هافانا.

يكمن إرث همينغوي في الأدب الأمريكي في أسلوبه في الكتابة، الأسلوب الذي انقسم حوله فريقان من الكُتَّاب الذين جاءوا من بعده، فريق انتهجه وآخر تجنبه. أصبح همينغوي لسان حال جيل ما بعد الحرب العالمية الأولى، وذلك بعد أن ترسخت سمعته الأدبية عند نشرهِ «ثم تشرق الشمس»، الرواية التي شهدت القواعد الأولى التي أسس عليها أسلوبه الخاص الذي التزم بهِ طوال حياته. أحرق النازيون في ألمانيا النازية كتبه في برلين في عام 1933، «باعتبارها صرحًا يمثل الانحطاط الحديث»، وتنصل والداه منها باعتبارها «قذرة». يشير رينولدز أن إرث همينغوي هو أنه: «ترك قصصًا ورواياتٍ مؤثرة للغاية حتى بلغ بعضها أن أصبح جزءًا من تراثنا الثقافي [الأمريكي]».

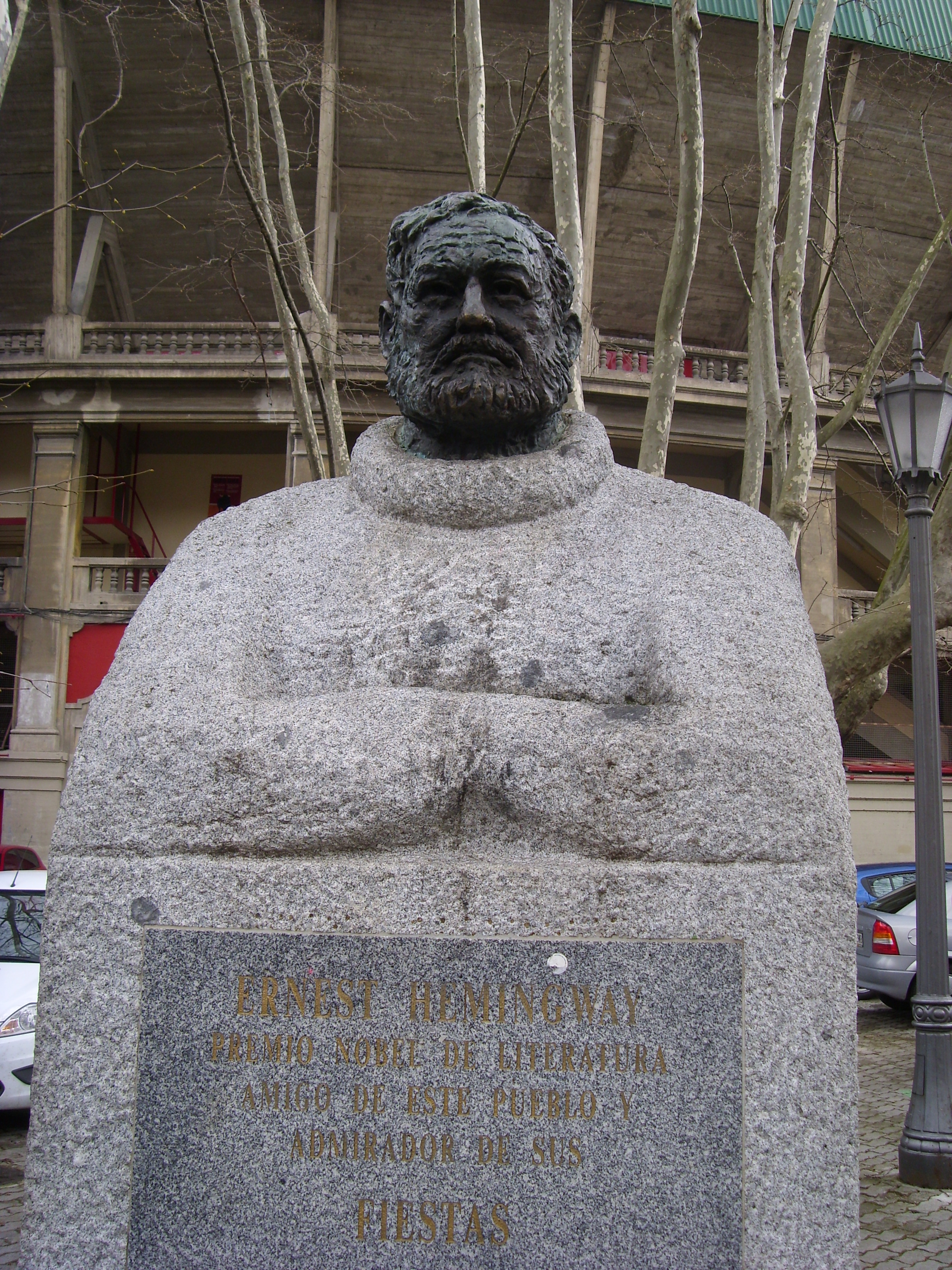
تمثال رأسي لهمينغوي في بنبلونة شمالي إسبانيا.

يعتقد بنسون أن تفاصيل حياة همينغوي أصبحت «وسيلة رئيسية للاستغلال»، مما أسفر عن ظهور صنعة يُطلق عليها «صناعة همينغوي». يعتقد الباحث المُتخصّص في سيرة همينغوي «آندِش هالينغرين» أنه يجب الفصل بين همينغوي المؤلف ذي «الكتابة القاسية والذكورية» عن همينغوي الإنسان، ويؤكد على ذلك بنسون أيضًا، واصفًا همينغوي بأنه كان شخصًا انطوائيًا ومنعزلًا مثل جي. دي. سالينجر، إلا إنّه بالغ في إخفاء طبيعتهِ. خلال الحرب العالمية الثانية، التقى سالينجر بهمينغوي وتواصل معه، وقد اعترف بأن للأخير تأثير عليه. في رسالة منه إلى همينغوي، قال سالينجر إن محادثاتهما خلال الحرب، «منحته دقائقه الوحيدة المفعمة بالأمل في سائر الحرب»، ممازحًا همينغوي بالقول بإنه عيّن نفسه «الرئيس الوطني لأندية محبي همينغوي».
يُمكن أن يُنظر إلى مدى تأثيرهِ بسرد التكريم الدائم والمتنوع الذي لقيه همينغوي شخصيًا أو من خلال أعماله. أطلق الفلكي السوفيتي نيكولاي تشرنيخ في عام 1978، على أحد الكواكب الصغيرة التي اكتشفها اسم «همينغوي 3656» تقديرًا له، وفي عام 2009، سُمّيت فوهة بركانية على كوكب عطارد على اسمهِ تكريمًا له.
كتب راي برادبري قصة قصيرة باسم «جهاز كليمنجارو»، دارت حول نقل همينغوي إلى قمة جبل كليمنجارو، وأنتج في عام 1993 فيلم «مصارعة إرنست همينغوي» الذي يروي حكاية رجلين متقاعدين، لعب دورهما كل من روبرت دوفال وريتشارد هاريس، نال تأثير همينغوي منهما ما نال، حتى أصبحا يتصارعان مع إرثهِ المكتوب والمغروس فيهما. يتضح تأثيره بشكل أكبر عند سرد أسماء المطاعم التي تحمل اسمه أو الحانات المسماة المنسوبة إلى «هاري» أو «هاري'ز» كما يلفظ اسمها في الولايات المتحدة، في إشارة إلى «حانة هاري» المذكورة في رواية عبر النهر وبين الأشجار.
أنشأ نجله جاك (بومبي) خطًا إنتاجيًا خاصًا لمجموعة من الأثاث تحمل اسم والده، وابتكرت شركة «مون بلان» الألمانية «قلم حبر همينغوي»، وأُطلِقت خطوط متعددة من الملابس المستوحاة من همينغوي. في عام 1977، أُنشِأت «مسابقة محاكاة همينغوي الدولية» إقرارًا بأسلوبه الفريد وتشجيعًا للكتاب الهواة الذين يبذلون جهدًا في تقليده، وقد حُدّد نطاق المسابقة في الكتابة الساخرة وكان مطلوبًا من المشاركين أن يرسلوا «صفحة مُحكمة من همينغوي السيِّئ» على حد وصف الشعار الذي رفعته المسابقة، وكان يُكرّم الفائزون منهم برحلة خاصة إلى «حانة هاري» في إيطاليا.
في عام 1965، أنشأت ماري همينغوي «مؤسسة همينغوي» وفي سبعينيات القرن العشرين أهدت مسودات زوجها إلى «مكتبة ومتحف جون إف. كينيدي». في عام 1980، اجتمع مجموعة من الباحثين المتخصصين في دراسة همينغوي لمراجعة تلك المسودات، ونتج عن ذلك لاحقًا تأسيس «جمعية همينغوي»، التي أعلنت عن «الالتزام بدعم ورعاية زمالة همينغوي»، وأطلقت مجلة «مراجعات همينغوي» التي تُعنى بدراسة تراث همينغوي. كذلك، أنشأت العديد من الجوائز الأدبية على شرف همينغوي تقديرًا لإنجازاته البارزة في الفنون والثقافة، وعلى رأسها، جائزة «مؤسسة همينغوي/القلم» و«جائزة همينغوي».
في عام 2012، أختير عضوًا في «قاعة مشاهير شيكاغو الأدبية».
بعد حوالي 35 عامًا من وفاة همينغوي، في 1 يوليو 1996، ماتت حفيدته مارغو همينغوي في سانتا مونيكا في كاليفورنيا. كانت مارغو عارضة أزياء بارزة، وممثلة شاركت في بطولة مجموعة من الأفلام، من بينها فيلم أحمر الشفاه مع شقيقتها الصغرى مارييل في عام 1976. أُعلن فيما بعد أن وفاتها كانت نتيجة انتحار، وهو ما جعلها «خامس آل همينغوي المنتحرين في غضون أربعة أجيال».
أدرجت ثلاثة منازل لإرنست همينغوي في السجل الوطني الأمريكي للأماكن التاريخية، الأول والثاني وُسِما في عام 1968، وهما منزل إرنست همينغوي الريفي الواقع على بحيرة والون بولاية ميشيغان،و منزل إرنست همينغوي في جزيرة كي ويست، بينما وُسِم الثالث في عام 2015، وهو منزل إرنست وماري همينغوي في كيتشوم. كذلك حُوّل المنزل الذي وُلِد فيه ونشأ، في أوك بارك في إلينوي، إلى متحف وأرشيف مخصص بهمينغوي، كما حُوّلت دار إقامته في هافانا إلى متحف.
في 5 أبريل 2021، أنتج فيلم وثائقي من ست ساعات مقسم على ثلاثة أجزاء، حمل اسم «همينغوي» وبُثَّ على شبكة بي بي إس الأمريكية، وهو يُلخص سيرة حياة همينغوي الأدبية والشخصية. شارك في إنتاجه وإخراجه كل من كين بيرنز و«لين نوفيك».

## قائمة أعماله
- 1925: «في وقتنا»
- 1926: «ثم تشرق الشمس»
- 1929: «وداعًا للسلاح»
- 1937: «أن تملك وألا تملك»
- 1940: «لمن تقرع الأجراس»
- 1952: «الشيخ والبحر»

## الأسماء والمصطلحات
- وفقاً لتسلسل الورود:

1. ↑  The Hemingway Women
2. ↑  Trapeze and Tabula
3. ↑  Ring Lardner Jr
4. ↑  Line O'Type
5. ↑  (بالإيطالية: Croce al Merito di Guerra) (يُلفظ: «كروتشي آل ميري دي غويرا»)
6. ↑  Eric Edward «Chink» Dorman-Smith
7. ↑  Agnes von Kurowsky
8. ↑  Michael S. Reynolds
9. ↑  Young Hemingway
10. ↑  Toronto Star Weekly
11. ↑  Cooperative Commonwealth
12. ↑  (بالفرنسية: 74 Rue du Cardinal Lemoine)
13. ↑  (بالفرنسية: Montparnasse)
14. ↑  Shakespeare and Company
15. ↑  Tuna Fishing in Spain
16. ↑  Trout Fishing All Across Europe: Spain Has the Best, Then Germany
17. ↑  in our time(without capitals)
18. ↑  Bumby
19. ↑  Rue Notre Dame des Champs
20. ↑  The Transatlantic Review
21. ↑  (بالإسبانية: Fiestas de San Fermín)
22. ↑  Papa
23. ↑  Bill Smith
24. ↑  Donald Ogden Stewart
25. ↑  Harold Loeb
26. ↑  Mary Duff Stirling
27. ↑  Duff Twysden
28. ↑  Pat Guthrie
29. ↑  (بالألمانية: Schruns)
30. ↑  (بالألمانية: Bezirk Bludenz)
31. ↑  (بالألمانية: Vorarlberg)
32. ↑  Charles Scribner's Sons
33. ↑  (بالفرنسية: Le Grau-du-Roi)
34. ↑  Ray Long
35. ↑  The Kansas City Star
36. ↑  Ernest Hemingway: A Life Story [Carlos Baker]
37. ↑  Research Hospital
38. ↑  Scribner's Magazine
39. ↑  James R. Mellow
40. ↑  Laurence Stallings
41. ↑  (بالإسبانية: Corridas)
42. ↑  (بالإسبانية: Toreros)
43. ↑  St. Vincent's Hospital
44. ↑  Sloppy Joe's
45. ↑  Dry Tortugas
46. ↑  بالسواحلية: Masaku؛ تُسمّى أيضًا: «ماتشاكوس» (بالإنجليزية: Machakos)
47. ↑  Tarangire National Park
48. ↑  White hunter
49. ↑  Philip Percival
50. ↑  Pilar
51. ↑  Bimini
52. ↑  North American Newspaper Alliance (NANA)
53. ↑  (بالهولندية: Joris Ivens)
54. ↑  The Spanish Earth
55. ↑  Martha Gellhorn
56. ↑  1937 July 4-7: Second International Writers Congress in Defense of Culture, Valencia, Madrid, Barcelona.
57. ↑  (بالإسبانية: Batalla del Ebro)
58. ↑  Yu Hanmou (بالصينية: 余漢謀)
59. ↑  (بالإسبانية: Hotel Ambos Mundos)
60. ↑  (بالإسبانية: Finca Vigía)
61. ↑  Collier's: The National Weekly
62. ↑  PM
63. ↑  USS Dorothea L. Dix (AP-67)
64. ↑  The 22nd Infantry Regiment of the United States Army
65. ↑  Col. Charles "Buck" Trueman Lanham
66. ↑  Battle of Hürtgen Forest
67. ↑  The Land
68. ↑  The Sea
69. ↑  The Air
70. ↑  The Sea Book
71. ↑  (بالإيطالية: Adriana Ivancich)
72. ↑  book-of-the-month
73. ↑  Murchison Falls
74. ↑  Bobbie Peterson
75. ↑  Aaron Edward Hotchner
76. ↑  George Saviers
77. ↑  Saviers
78. ↑  Ernest and Mary Hemingway House
79. ↑  James Nagel
80. ↑  Allen Josephs
81. ↑  Mimi Gladstein
82. ↑  Jeffrey Herlihy-Mera
83. ↑  Charles Oliver
84. ↑  Ernest Hemingway A to Z: The Essential Reference to the Life and Work
85. ↑  Zoe Trodd
86. ↑  Multi-focal
87. ↑  Snapshot
88. ↑  Cutting
89. ↑  Splicing
90. ↑  Polysyndetonic
91. ↑  Jeffrey Herlihy
92. ↑  Hemingway's Expatriate Nationalism
93. ↑  Hemingway’s Transnational Archetype
94. ↑  The Sacred Land
95. ↑  Hotel Montana
96. ↑  Ben Stoltzfus
97. ↑  Carlos Baker
98. ↑  Dark Woman
99. ↑  Light Woman
100. ↑  Brett Ashley
101. ↑  Margot Macomber
102. ↑  Robert Scholes
103. ↑  Rena Sanderson
104. ↑  Nina Baym
105. ↑  Philip Young
106. ↑  Timo Müller
107. ↑  The Uses of Authenticity: Hemingway and the Literary Field
108. ↑  God Rest You Merry, Gentlemen
109. ↑  Frances Clyne
110. ↑  Robert Cohn
111. ↑  Alpine Idyll
112. ↑  Susan Beegel
113. ↑  Critical Reception
114. ↑  Michael Riobueno
115. ↑  José Villa Soberón
116. ↑  El Floridita
117. ↑  The Hemingway Industry
118. ↑  Anders Hallengren
119. ↑  National chairman of the Hemingway Fan Clubs
120. ↑  3656 Hemingway
121. ↑  The Kilimanjaro Device
122. ↑  Wrestling Ernest Hemingway
123. ↑  Harry's
124. ↑  Montblanc
125. ↑  Hemingway fountain pen
126. ↑  International Imitation Hemingway Competition
127. ↑  Hemingway Foundation
128. ↑  John F. Kennedy Presidential Library and Museum
129. ↑  Hemingway Society
130. ↑  The Hemingway Review
131. ↑  Hemingway Foundation/PEN Award
132. ↑  Premio Hemingway
133. ↑  Lynn Novick

### فهرس المراجع
1. 1 2 3  Oliver (1999), 140
2. 1 2 3 4 5  Reynolds (2000), 16
3. ↑  BeWeB، QID:Q77541206
4. 1 2 3  Reynolds (2000), 17–18
5. ↑  Meyers (1985), 4
6. ↑  Oliver (1999), 134
7. ↑  Meyers (1985), 9
8. 1 2 3  Reynolds (2000), 19
9. ↑  Meyers (1985), 3
10. 1 2 3 4 5 6 7 8  Aaron Latham (17 تموز (يوليو) 1983). "PAPA'S MOTHER AND WIVES". نيويورك تايمز (بالإنجليزية). نيويورك: نيويورك تايمز. p. 8. Archived from the original on 11 يوليو 2021. Retrieved 1 حزيران (يونيو) 2021. {{استشهاد بمجلة}}: تحقق من التاريخ في: |تاريخ الوصول= and |تاريخ= (help)
11. ↑  Kert (1983), 23
12. 1 2  Beegel (2000), 63–71
13. 1 2  Meyers (1985), 19–23
14. ↑  "Star style and rules for writing". The Kansas City Star. KansasCity.com. Retrieved November 30, 2011.
15. ↑  Mellow (1992), 48–49
16. ↑  Meyers (1985), 26
17. ↑  Meyers (1985), 27–31
18. 1 2 3  Mellow (1992), 57–60
19. ↑  Meyers (1985), 31
20. ↑  Desnoyers, 3
21. 1 2 3 4 5 6  "Hemingway on War and Its Aftermath". archives.gov. 15 أغسطس 2016. مؤرشف من الأصل في 2021-05-30. اطلع عليه بتاريخ 2017-07-11.
22. ↑  Meyers (1985), 34, 37–42
23. ↑  Meyers (1985), 37–42
24. 1 2  Meyers (1985), 45–53
25. ↑  Reynolds (1998), 21
26. ↑  Mellow (1992), 101
27. 1 2  Meyers (1985), 56–58
28. 1 2 3  Kert (1983), 83–90
29. ↑  Oliver (1999), 139
30. 1 2 3  Baker (1972), 7
31. ↑  Meyers (1985), 60–62
32. 1 2  Meyers (1985), 70–74
33. ↑  Mellow (1991), 8
34. ↑  Meyers (1985), 77
35. ↑  Mellow (1992), 308
36. 1 2  Reynolds (2000), 28
37. ↑  Meyers (1985), 77–81
38. ↑  Meyers (1985), 82
39. ↑  Reynolds (2000), 24
40. ↑  Desnoyers, 5
41. ↑  Lecouras, Peter (22 Sep 2001). "Hemingway in Constantinople". The Midwest Quarterly (بالإنجليزية). 43 (1): 29–42. Archived from the original on 2021-04-10. {{استشهاد بدورية محكمة}}: تجاهل المحلل الوسيط |A79828719&sid= لأنه غير معروف (help)
42. ↑  Meyers (1985), 69–70
43. 1 2  Baker (1972), 15–18
44. ↑  Meyers (1985), 126
45. ↑  Baker (1972), 34
46. ↑  Meyers (1985), 127
47. ↑  Mellow (1992), 236
48. ↑  Mellow (1992), 314
49. ↑  Meyers (1985), 159–160
50. ↑  Baker (1972), 30–34
51. ↑  Meyers (1985), 117–119
52. ↑  Harrington، Mary (28 ديسمبر 1946). "They Call Him Papa". New York Post Week-End Magazine. ص. 3. Reprinted in Bruccoli، Matthew Joseph، المحرر (1986). Conversations with Ernest Hemingway. Literary conversations series. Univ. Press of Mississippi. ص. 42–45. ISBN:978-0-87805-273-8. ISSN:1555-7065. مؤرشف من الأصل في 2020-08-03. اطلع عليه بتاريخ 2016-04-14.
53. ↑  Richardson، Hadley (n.d.). "How Hemingway became Papa" (MP3) (Audio segment (4 m 37s) from interview). Alice Hunt Sokoloff. مؤرشف من الأصل في 2016-04-18. Published at Baker، Allie (28 يونيو 2010). "How did Hemingway become Papa?". The Hemingway Project. مؤرشف من الأصل في 2016-04-07. اطلع عليه بتاريخ 2016-04-14. In this clip, Alice Sokoloff asks Hadley if she remembers how the name 'Papa' began, which was sometime during their years in Paris.
54. ↑  Nagel (1996), 89
55. 1 2  Meyers (1985), 189
56. ↑  Reynolds (1989), vi–vii
57. ↑  Mellow (1992), 328
58. 1 2  Baker (1972), 44
59. ↑  Mellow (1992), 302
60. ↑  Meyers (1985), 192
61. ↑  Baker (1972), 82
62. ↑  Baker (1972), 43
63. ↑  Mellow (1992), 333
64. ↑  Mellow (1992), 338–340
65. ↑  Meyers (1985), 172
66. ↑  Meyers (1985), 173, 184
67. ↑  Mellow (1992), 348–353
68. ↑  Meyers (1985), 195
69. ↑  Long (1932), 2–3
70. ↑  Robinson (2005)
71. ↑  Meyers (1985), 204
72. ↑  Meyers (1985), 208
73. ↑  Mellow (1992), 367
74. ↑  qtd. in Meyers (1985), 210
75. ↑  Meyers (1985), 215
76. ↑  Mellow (1992), 378
77. ↑  Baker (1972), 144–145
78. ↑  Meyers (1985), 222
79. ↑  Reynolds (2000), 31
80. 1 2  Oliver (1999), 144
81. ↑  Meyers (1985), 222–227
82. ↑  Mellow (1992), 402
83. ↑  Mellow (1992), 376–377
84. ↑  Mellow (1992), 424
85. 1 2  Desnoyers, 9
86. ↑  Mellow (1992), 337–340
87. ↑  Meyers (1985), 280
88. ↑  Meyers (1985), 292
89. ↑  Mellow (1992), 488
90. ↑  Meyers (1985), 311
91. ↑  Meyers (1985), 308–311
92. ↑  Koch (2005), 164
93. ↑  Kert (1983), 287–295
94. ↑  Thomas، Hugh (2012). The Spanish Civil War (ط. 50th Anniversary). London: Penguin Books. ص. 678. ISBN:978-0-141-01161-5.
95. ↑  Koch (2005), 134
96. ↑  Meyers (1985), 321
97. ↑  Thomas (2001), 833
98. 1 2  Meyers (1985), 326
99. ↑  Lynn (1987), 479
100. ↑  Meyers (1985), 342
101. ↑  Meyers (1985), 353
102. ↑  Meyers (1985), 334
103. ↑  Meyers (1985), 334–338
104. 1 2  Meyers (1985), 356–361
105. ↑  Dugdale، John (9 يوليو 2009). "Hemingway revealed as failed KGB spy". The Guardian. مؤرشف من الأصل في 2021-07-02. اطلع عليه بتاريخ 2017-07-11.
106. 1 2 3  Kert (1983), 393–398
107. ↑  Meyers (1985), 416
108. ↑  Meyers (1985), 400
109. ↑  Reynolds (1999), 96–98
110. ↑  Mellow (1992), 533
111. ↑  Meyers (1985), 398–405
112. 1 2  Lynn (1987), 518–519
113. 1 2  Meyers (1985) 408–411
114. ↑  Mellow (1992), 535–540
115. ↑  qtd. in Mellow (1992), 552
116. ↑  Meyers (1985), 420–421
117. ↑  Mellow (1992) 548–550
118. 1 2 3  Desnoyers, 12
119. ↑  Meyers (1985), 436
120. ↑  Mellow (1992), 552
121. ↑  Meyers (1985), 440–452
122. ↑  Desnoyers, 13
123. ↑  Meyers (1985), 489
124. ↑  Baker (1972), 331–333
125. ↑  Mellow (1992), 586
126. ↑  Mellow (1992), 587
127. 1 2  Mellow (1992), 588
128. ↑  Meyers (1985), 505–507
129. ↑  Beegel (1996), 273
130. ↑  Lynn (1987), 574
131. ↑  Baker (1972), 38
132. ↑  Mellow (1992), 588–589
133. ↑  Meyers (1985), 509
134. ↑  "Ernest Hemingway The Nobel Prize in Literature 1954 Banquet Speech". The Nobel Foundation. مؤرشف من الأصل في 2018-08-02. اطلع عليه بتاريخ 2009-12-10.
135. 1 2  Meyers (1985), 512
136. ↑  Reynolds (2000), 291–293
137. 1 2  Meyers (1985), 533
138. ↑  Reynolds (1999), 321
139. ↑  Mellow (1992), 494–495
140. ↑  Meyers (1985), 516–519
141. ↑  Reynolds (2000), 332, 344
142. ↑  Mellow (1992), 599
143. ↑  Eschner، Kat (25 أغسطس 2017). "How Mary Hemingway and JFK Got Ernest Hemingway's Legacy Out of Cuba". Smithsonian magazine. مؤرشف من الأصل في 2021-04-04. اطلع عليه بتاريخ 2020-06-04.
144. ↑  Meyers (1985), 520
145. ↑  Baker (1969), 553
146. 1 2 3  Reynolds (1999), 544–547
147. ↑  qtd. in Mellow (1992), 598–600
148. 1 2  Meyers (1985), 542–544
149. ↑  qtd. in Reynolds (1999), 546
150. 1 2  Mellow (1992), 598–601
151. 1 2  Reynolds (1999), 548
152. ↑  Meyers (1985), 543
153. ↑  Mellow (1992), 597–598
154. ↑  Meyers (1985), 543–544
155. ↑  Meyers (1985), 547–550
156. ↑  Reynolds (2000), 350
157. ↑  Meyers (1985), 551
158. ↑  Reynolds (2000), 355
159. ↑  Mellow (1992), 604
160. 1 2  Kert (1983), 504
161. ↑  Gilroy، Harry (23 أغسطس 1966). "Widow Believes Hemingway Committed Suicide; She Tells of His Depression and His 'Breakdown' Assails Hotchner Book". The New York Times. مؤرشف من الأصل في 2021-02-26. اطلع عليه بتاريخ 2017-07-11.
162. ↑  Wilson, Scott. Resting Places: The Burial Sites of More Than 14,000 Famous Persons, 3d ed.: 2 (Kindle Location 20869). McFarland & Company, Inc., Publishers. Kindle Edition.
163. ↑  Hemingway (1996), 14–18
164. ↑  Burwell (1996), 234
165. ↑  Burwell (1996), 14
166. ↑  Burwell (1996), 189
167. ↑  Oliver (1999), 139–149
168. ↑  Farah, Andrew (2017). Hemingway's Brain (بالإنجليزية). University of South Carolina Press. ISBN:978-1-61117-742-8. Archived from the original on 2021-01-25.
169. ↑  Selk, Avi. "The same brain disease battering the NFL may have killed Ernest Hemingway". Washington Post (بالإنجليزية). Archived from the original on 2021-01-26. Retrieved 2020-07-07.
170. ↑  Panko, Ben. "Multiple Concussions May Have Sped Hemingway's Demise, a Psychiatrist Argues". Smithsonian Magazine (بالإنجليزية). Archived from the original on 2021-05-13. Retrieved 2020-07-07.
171. ↑  Carlton، Michael (12 يوليو 1987). "Idaho Remembers the Times of Papa Hemingway : Idaho: Hemingway Is Well Remembered". Los Angeles Times. مؤرشف من الأصل في 2020-08-05. اطلع عليه بتاريخ 2017-07-11.
172. ↑  "The Sun Also Rises". (October 31, 1926). نيويورك تايمز. Retrieved November 30, 2011. نسخة محفوظة 26 يناير 2021 على موقع واي باك مشين.
173. 1 2  Nagel (1996), 87
174. ↑  "The Nobel Prize in Literature 1954". The Nobel Foundation. مؤرشف من الأصل في 2018-07-02. اطلع عليه بتاريخ 2010-03-07.
175. 1 2  Josephs (1996), 221–235
176. ↑  Herlihy-Mera, Jeffrey (2012). "Ernest Hemingway in Spain: He was a sort of Joke, in Fact". The Hemingway Review. ج. 31: 84–100. DOI:10.1353/hem.2012.0004. S2CID:161132093. مؤرشف من الأصل في 2020-01-29.
177. ↑  Gladstein, Mimi (2006). "Bilingual Wordplay: Variations on a Theme by Hemingway and Steinbeck". The Hemingway Review. ج. 26: 81–95. DOI:10.1353/hem.2006.0047. S2CID:161331317. قالب:Project MUSE.
178. ↑  Herlihy-Mera, Jeffrey (2017). "Cuba in Hemingway". The Hemingway Review. ج. 36 ع. 2: 8–41. DOI:10.1353/hem.2017.0001. S2CID:149158145. مؤرشف من الأصل في 2019-08-17.
179. ↑  Herlihy, Jeffrey (2009). "Santiago's Expatriation from Spain". The Hemingway Review. ج. 28: 25–44. مؤرشف من الأصل في 2021-07-11.
180. ↑  Benson (1989), 351
181. ↑  qtd. in Oliver (1999), 322
182. 1 2  Baker (1972),  117
183. ↑  Oliver (1999), 321–322
184. ↑  Wells (1975), 130–133
185. ↑  Hemingway (1975), 3
186. ↑  qtd. in Mellow (1992), 379
187. ↑  Trodd (2007), 8
188. ↑  McCormick, 49
189. ↑  Benson (1989), 309
190. ↑  qtd. in Hoberek (2005), 309
191. ↑  Hemingway, Ernest. Death in the Afternoon. New York: Simon and Schuster
192. ↑  McCormick, 47
193. ↑  Burwell (1996), 187
194. ↑  Svoboda (2000), 155
195. 1 2  Herlihy، Jeffrey (2011). In Paris or Paname: Hemingway's Expatriate Nationalism. New York: Rodopi. ص. 3. ISBN:978-90-420-3409-9. مؤرشف من الأصل في 2019-08-17.
196. 1 2 3  Fiedler (1975), 345–365
197. 1 2  Stoltzfus (2005), 215–218
198. 1 2  Baker (1972), 120–121
199. ↑  Scholes (1990),  42
200. ↑  Sanderson (1996), 171
201. ↑  Baym (1990), 112
202. ↑  Young (1964), 6
203. ↑  Müller (2010), 31
204. ↑  Justice, Hilary Kovar. (2012). "The Consolation of Critique: Food, Culture, and Civilization in Ernest Hemingway". The Hemingway review, Volume 32, issue 1. 16–28
205. 1 2  Beegel (1996), 282
206. ↑  Beegel (1996), 288
207. ↑  "Susan Beegel: What I like about Hemingway". kansascity.com. مؤرشف من الأصل في 2020-11-05. اطلع عليه بتاريخ 2017-07-11.
208. ↑  Oliver (1999), 140–141
209. 1 2  Hallengren, Anders. "A Case of Identity: Ernest Hemingway" نسخة محفوظة August 3, 2010, على موقع واي باك مشين.. Nobelprize.org. Retrieved November 30, 2011.
210. ↑  Reynolds (2000), 15
211. ↑  Benson (1989), 347
212. ↑  Benson (1989), 349
213. ↑  Baker (1969), 420
214. ↑  Schmadel, Lutz D. (2003) Dictionary of Minor Planet Names. New York: Springer Verlag. (ردمك 978-3-540-00238-3), 307
215. ↑  "Planetary Names: Crater, craters: Hemingway on Mercury". planetarynames.wr.usgs.gov. مؤرشف من الأصل في 2020-07-31. اطلع عليه بتاريخ 2020-07-06.
216. ↑  Oliver (1999), 360
217. ↑  Oliver (1999), 142
218. ↑  "A Line of Hemingway Furniture, With a Veneer of Taste". archive.nytimes.com. مؤرشف من الأصل في 2021-03-08. اطلع عليه بتاريخ 2020-07-06.
219. ↑  "Hemingway". www.montblanc.com (بالإنجليزية). Archived from the original on 2020-07-31. Retrieved 2020-07-06.
220. ↑  "Willis&Geiger The Legend Collection". willis-and-geiger.com. مؤرشف من الأصل في 2021-02-28. اطلع عليه بتاريخ 2020-07-06.
221. ↑  Smith، Jack (15 مارس 1993). "Wanted: One Really Good Page of Really Bad Hemingway". Los Angeles Times. مؤرشف من الأصل في 2021-02-24. اطلع عليه بتاريخ 2017-07-11.
222. ↑  "Leadership". The Hemingway Society. The Hemingway Society. 18 أبريل 2021. مؤرشف من الأصل في 2021-04-18. اطلع عليه بتاريخ 2021-05-30. Carl Eby  Professor of English Appalachian State University, President (2020–2022); Gail Sinclair  Rollins College, Vice President and Society Treasurer (2020–2022); Verna Kale  The Pennsylvania State University, Ernest Hemingway Foundation Treasurer (2018–2020);
223. ↑  "Past Presidents of the Society". The Hemingway Society (بالإنجليزية). Archived from the original on 2021-04-18. Retrieved 2021-05-30. H.R. Stoneback (Stoney) (SUNY, New Paltz) — 2014–2017;  Joseph M. Flora (University of North Carolina, Chapel Hill) — 2018–2020;
224. ↑  "The Hemingway Review". The Hemingway Society. The Hemingway Society. مؤرشف من الأصل في 2021-04-18. اطلع عليه بتاريخ 2021-05-30. The Hemingway Review --in its current form—was founded by Charles M. "Tod" Oliver in 1981 to serve as the publication for the newly founded Hemingway Society (1980).  However, the Review began initially as Oliver's attempt to revive Hemingway notes which was published by Ken Rosen at Dickinson College and Taylor Alderman at Youngstown State University from 1971 to 1974.  Oliver published his verison of Hemingway notes from 1979 until the first issue of The Hemingway Review in 1981.
225. ↑  Miller (2006), 78–80
226. ↑  "2012 Hemingway Foundation PEN Award Winner Announced | JFK Library". www.jfklibrary.org. مؤرشف من الأصل في 2020-09-21. اطلع عليه بتاريخ 2020-07-07.
227. ↑  "Premio Hemingway | 36^ Edizione del Premio Hemingway 19 / 23 GIUGNO 2019 – LIGNANO". www.premiohemingway.it. مؤرشف من الأصل في 2021-06-28. اطلع عليه بتاريخ 2020-07-07.
228. ↑  "Ernest Hemingway". Chicago Literary Hall of Fame (بالإنجليزية). 2012. Archived from the original on 2020-07-31. Retrieved 2017-10-08.
229. ↑  Rainey، James (21 أغسطس 1996). "Margaux Hemingway's Death Ruled a Suicide". لوس أنجلوس تايمز. مؤرشف من الأصل في 2019-01-16. اطلع عليه بتاريخ 2016-04-01.
230. ↑  "Margaux Hemingway Is Dead; Model and Actress Was 41". (July 3, 1996). The New York Times. Retrieved May 14, 2010 نسخة محفوظة 8 مارس 2021 على موقع واي باك مشين.
231. ↑  "Coroner Says Death of Actress Was Suicide". (August 21, 1996). The New York Times. Retrieved May 14, 2010. نسخة محفوظة 7 مارس 2021 على موقع واي باك مشين.
232. ↑  "The Ernest Hemingway Foundation of Oak Park". مؤرشف من الأصل في 2008-10-10. اطلع عليه بتاريخ 2017-10-08.
233. ↑  "Finca Vigía Foundation | Preserving Ernest Hemingway's Legacy in Cuba" (بالإنجليزية الأمريكية). Archived from the original on 2021-06-12. Retrieved 2020-07-07.
234. ↑  "Hemingway Foundation". Hemingway Foundation (بالإنجليزية الأمريكية). Archived from the original on 2021-06-18. Retrieved 2020-07-07.
235. ↑  https://www.newsobserver.com/entertainment/tv/warm-tv-blog/article250418076.html What to Watch on Monday: The start of Ken Burns’ 'Hemingway' documentary, News & Observer, Brooke Cain, April 5, 2021. Retrieved April 8, 2021. نسخة محفوظة 2021-04-05 على موقع واي باك مشين.

### ثبت المراجع
- Baker, Carlos. (1969). Ernest Hemingway: A Life Story. New York: Charles Scribner's Sons. (ردمك 978-0-02-001690-8)
- Baker, Carlos. (1972). Hemingway: The Writer as Artist. Princeton: Princeton UP. (ردمك 978-0-691-01305-3)
- Baker, Carlos. (1981). "Introduction" in Ernest Hemingway Selected Letters 1917–1961. New York: Scribner's. (ردمك 978-0-684-16765-7)
- Banks, Russell. (2004). "PEN/Hemingway Prize Speech". The Hemingway Review. Volume 24, issue 1. 53–60
- Baym, Nina. (1990). "Actually I Felt Sorry for the Lion". in Benson, Jackson J. (ed). New Critical Approaches to the Short Stories of Ernest Hemingway. Durham: Duke UP. (ردمك 978-0-8223-1067-9)
- Beegel, Susan. (1996). "Conclusion: The Critical Reputation". in Donaldson, Scott (ed). The Cambridge Companion to Ernest Hemingway. New York: Cambridge UP. (ردمك 978-0-521-45574-9)
- Beegel, Susan (2000). "Eye and Heart: Hemingway's Education as a Naturalist". in Wagner-Martin, Linda (ed). A Historical Guide to Ernest Hemingway. New York: Oxford UP. (ردمك 978-0-19-512152-0)
- Benson, Jackson. (1989). "Ernest Hemingway: The Life as Fiction and the Fiction as Life". American Literature. Volume 61, issue 3. 354–358
- Benson, Jackson. (1975). The Short Stories of Ernest Hemingway: Critical Essays. Durham: Duke UP. (ردمك 978-0-8223-0320-6)
- Burwell, Rose Marie. (1996). Hemingway: the Postwar Years and the Posthumous Novels. New York: Cambridge UP. (ردمك 978-0-521-48199-1)
- Desnoyers, Megan Floyd. "Ernest Hemingway: A Storyteller's Legacy". John F. Kennedy Presidential Library Online Resources. John F. Kennedy Presidential Library and Museum. Retrieved November 30, 2011.
- Fiedler, Leslie. (1975). Love and Death in the American Novel. New York: Stein and Day. (ردمك 978-0-8128-1799-7)
- Gladstein, Mimi. (2006). "Bilingual Wordplay: Variations on a Theme by Hemingway and Steinbeck" The Hemingway Review Volume 26, Number 1. 81–95.
- Griffin, Peter. (1985). Along with Youth: Hemingway, the Early Years. New York: Oxford UP. (ردمك 978-0-19-503680-0)
- Hemingway, Ernest. (1929). A Farewell to Arms. New York: Scribner's. (ردمك 978-1-4767-6452-8)
- Hemingway, Ernest. (1975). "The Art of the Short Story" in Benson, Jackson (ed). New Critical Approaches to the Short Stories of Ernest Hemingway. Durham: Duke UP. (ردمك 978-0-8223-1067-9)
- Hemingway, Leicester. (1996). My Brother, Ernest Hemingway. New York: World Publishing Company. (ردمك 978-1-56164-098-0)
- Herlihy, Jeffrey. (2011). In Paris or Paname: Hemingway's Expatriate Nationalism. Amsterdam: Rodopi.
- Herlihy, Jeffrey. (2009). "Santiago's Expatriation from Spain" The Hemingway Review Volume 28, Number 2. 25–44.
- Herlihy-Mera, Jeffrey. (2017). "Cuba in Hemingway" The Hemingway Review Volume 36, Number 2. 8–41.
- Hoberek, Andrew. (2005). Twilight of the Middle Class: Post World War II fiction and White Collar Work. New York: Cambridge UP. (ردمك 978-0-691-12145-1)
- Josephs, Allen. (1996). "Hemingway’s Spanish Sensibility". in Donaldson, Scott (ed). The Cambridge Companion to Ernest Hemingway. New York: Cambridge UP. (ردمك 978-0-521-45574-9)
- Kert, Bernice. (1983). The Hemingway Women. New York: Norton. (ردمك 978-0-393-31835-7)
- Koch, Stephen. (2005). The Breaking Point: Hemingway, Dos Passos, and the Murder of Jose Robles. New York: Counterpoint. (ردمك 978-1-58243-280-9)
- Long, Ray – editor. (1932). «Why Editors Go Wrong: 'خمسون ألف دولارا' by Ernest Hemingway», 20 Best Stories in Ray Long's 20 Years as an Editor. New York: Crown Publishers. 1–3
- Lynn, Kenneth. (1987). Hemingway. Cambridge: Harvard UP. (ردمك 978-0-674-38732-4)
- McCormick, John (1971). American Literature 1919–1932. London: روتليدج (دار نشر). (ردمك 978-0-7100-7052-4)
- Mellow, James. (1992). Hemingway: A Life Without Consequences. Boston: Houghton Mifflin. (ردمك 978-0-395-37777-2)
- Mellow, James. (1991). Charmed Circle: Gertrude Stein and Company. Boston: Houghton Mifflin. (ردمك 978-0-395-47982-7)
- جيفري مايرز. (1985). Hemingway: A Biography. New York: Macmillan. (ردمك 978-0-333-42126-0)
- Miller, Linda Patterson. (2006). "From the African Book to Under Kilimanjaro". The Hemingway Review, Volume 25, issue 2. 78–81
- Müller, Timo. (2010). "The Uses of Authenticity: Hemingway and the Literary Field, 1926–1936". Journal of Modern Literature. Volume 33, issue 1. 28–42
- Nagel, James. (1996). "Brett and the Other Women in The Sun Also Rises". in Donaldson, Scott (ed). The Cambridge Companion to Ernest Hemingway. New York: Cambridge UP. (ردمك 978-0-521-45574-9)
- Oliver, Charles. (1999). Ernest Hemingway A to Z: The Essential Reference to the Life and Work. New York: Checkmark Publishing. (ردمك 978-0-8160-3467-3)
- Reynolds, Michael (2000). "Ernest Hemingway, 1899–1961: A Brief Biography". in Wagner-Martin, Linda (ed). A Historical Guide to Ernest Hemingway. New York: Oxford UP. (ردمك 978-0-19-512152-0)
- Reynolds, Michael. (1999). Hemingway: The Final Years. New York: Norton. (ردمك 978-0-393-32047-3)
- Reynolds, Michael. (1989). Hemingway: The Paris Years. New York: Norton. (ردمك 978-0-393-31879-1)
- Reynolds, Michael. (1998). The Young Hemingway. New York: Norton. (ردمك 978-0-393-31776-3)
- Robinson, Daniel. (2005). "My True Occupation is That of a Writer: Hemingway's Passport Correspondence". The Hemingway Review. Volume 24, issue 2. 87–93
- Trogdon, Robert W. "Forms of Combat: Hemingway, the Critics and Green Hills of Africa". The Hemingway Review. Volume 15, issue 2. 1–14
- Sanderson, Rena. (1996). "Hemingway and Gender History". in Donaldson, Scott (ed). The Cambridge Companion to Ernest Hemingway. New York: Cambridge UP. (ردمك 978-0-521-45574-9)
- Scholes, Robert. (1990). "New Critical Approaches to the Short Stories of Ernest Hemingway". in Benson, Jackson J. Decoding Papa: 'A Very Short Story' as Work and Text. 33–47. Durham, NC: Duke University Press. (ردمك 978-0-8223-1067-9)
- Smith, Paul (1996). "1924: Hemingway's Luggage and the Miraculous Year". in Donaldson, Scott (ed). The Cambridge Companion to Ernest Hemingway. New York: Cambridge UP. (ردمك 978-0-521-45574-9)
- Stoltzfus, Ben. (2005). "Sartre, "Nada," and Hemingway's African Stories". Comparative Literature Studies. Volume 42, issue 3. 205–228
- Svoboda, Frederic. (2000). "The Great Themes in Hemingway". in Wagner-Martin, Linda (ed). A Historical Guide to Ernest Hemingway. New York: Oxford UP. (ردمك 978-0-19-512152-0)
- Thomas, Hugh. (2001). The Spanish Civil War. New York: Modern Library. (ردمك 978-0-375-75515-6)
- Trodd, Zoe. (2007). "Hemingway's Camera Eye: The Problems of Language and an Interwar Politics of Form". The Hemingway Review. Volume 26, issue 2. 7–21
- Wells, Elizabeth J. (1975). "A Statistical Analysis of the Prose Style of Ernest Hemingway: Big Two-Hearted River". in Benson, Jackson (ed).  The Short Stories of Ernest Hemingway: Critical Essays. Durham NC: Duke UP. (ردمك 978-0-8223-0320-6)
- Young, Philip. (1964). Ernest Hemingway. St. Paul, MN: University of Minnesota. (ردمك 978-0-8166-0191-2)

## روابط خارجية
- إرنست همينغوي على موقع IMDb (الإنجليزية)
- إرنست همينغوي على موقع الموسوعة البريطانية (الإنجليزية)
- إرنست همينغوي على موقع مونزينجر (الألمانية)
- إرنست همينغوي على موقع ألو سيني (الفرنسية)
- إرنست همينغوي على موقع ميوزك برينز (الإنجليزية)
- إرنست همينغوي على موقع أول موفي (الإنجليزية)
- إرنست همينغوي على موقع قاعدة بيانات برودواي على الإنترنت (الإنجليزية)
- إرنست همينغوي على موقع قاعدة بيانات الأفلام السويدية (السويدية)
- إرنست همينغوي على موقع إن إن دي بي (الإنجليزية)
- إرنست همينغوي على موقع ديسكوغز (الإنجليزية)